# Liste der SPNV-Linien in Bayern
Die Liste der SPNV-Linien in Bayern enthält alle im Linienverkehr fahrenden Zugverbindungen des Schienenpersonennahverkehrs (SPNV) in Bayern. Zusätzlich werden der Takt, die eingesetzten Fahrzeuge und die Betreiber aufgeführt.
Zum Fahrplanwechsel am 13. Dezember 2020 hat die BEG in Bayern Liniennummern eingeführt. Die Tabelle gibt den Stand ab dem Fahrplanwechsel am 15. Dezember 2024 wieder.

## Regional-Express- und Regionalbahn-Linien

### Linien 1, 10–19 (Nord)
| Linie     | Taktfolge (in Minuten)                               | Marke/Linienname          | Laufweg                                                         | Befahrene Strecken in Bayern                                  | KBS      | EVU                         | Fahrzeuge im Regelbetrieb                                              |
| --------- | ---------------------------------------------------- | ------------------------- | --------------------------------------------------------------- | ------------------------------------------------------------- | -------- | --------------------------- | ---------------------------------------------------------------------- |
| RE10      | 60 30 (zusätzliche Fahrten HVZ Würzburg – Kitzingen) | Mainfrankenbahn           | Würzburg – Kitzingen – Neustadt (Aisch) – Fürth – Nürnberg      | Fürth–Würzburg Nürnberg–Bamberg                               | 805      | DB Regio Bayern             | Alstom Coradia Continental (440)                                       |
| RB11      | 30                                                   | Mittelfrankenbahn         | Fürth – Zirndorf – Cadolzburg                                   | Fürth–Cadolzburg                                              | 808      | DB Regio Bayern             | Alstom Coradia LINT 54 (622) Alstom Coradia LINT 41 (648)              |
| RB12      | 60                                                   | Mittelfrankenbahn         | (Nürnberg –) Fürth – Siegelsdorf – Wilhermsdorf – Markt Erlbach | Nürnberg–Bamberg Fürth–Würzburg Siegelsdorf–Markt Erlbach     | 807      | DB Regio Bayern             | Alstom Coradia LINT 54 (622) Alstom Coradia LINT 41 (648)              |
| RB13 (TH) | 120                                                  |                           | Gera – Weida – Zeulenroda – Hof                                 | Leipzig–Hof                                                   |          | Erfurter Bahn               | Stadler RegioShuttle RS1 (650)                                         |
| RE14      | 60                                                   | Franken-Thüringen-Express | Saalfeld – Lichtenfels – Bamberg – Fürth – Nürnberg             | Nürnberg–Bamberg Bamberg–Hof Hochstadt-Marktzeuln–Probstzella | 820, 840 | DB Regio Bayern             | Siemens Desiro HC (1462)                                               |
| RB18      | 60                                                   |                           | Bad Rodach – Coburg                                             | Coburg–Bad Rodach                                             | 831      | agilis Verkehrsgesellschaft | Stadler RegioShuttle RS1 (650)                                         |
| RE19      | 60                                                   | Franken-Thüringen-Express | Sonneberg – Bamberg – Fürth – Nürnberg                          | Nürnberg–Bamberg Bamberg–Coburg Coburg–Sonneberg              | 820      | DB Regio Bayern             | 2 Siemens Vectron (Sandwich) + Doppelstockwagen bzw. Siemens Desiro HC |

### Linien 1, 10–19 (Süd)
| Linie | Taktfolge (in Minuten)                                  | Marke/Linienname                      | Laufweg | Befahrene Strecken in Bayern                                        | KBS           | EVU                          | Fahrzeuge im Regelbetrieb |
| ----- | ------------------------------------------------------- | ------------------------------------- | --- | ------------------------------------------------------------------- | ------------- | ---------------------------- | --- |
| RE1   | 60 (München–Ingolstadt) 120 (Ingolstadt–Nürnberg)       | München-Nürnberg-Express              | München (– Petershausen) – Pfaffenhofen (Ilm) – Ingolstadt – Kinding (Altmühltal) – Allersberg (Rothsee) – Nürnberg | Nürnberg–Ingolstadt München–Treuchtlingen                           | 900           | DB Regio Bayern              | Škoda 109 E3 (102) + Škoda Wendezug-Garnitur BR 101 + IC-Wagen Bombardier Twindexx Vario (445) (Sandwich) + 2 oder 4 Doppelstock-Mittelwagen |
| RB13  | 60 (Mo–Fr 15 Augsburg–Friedberg, 30 Friedberg–Aichach)  | Paartal-Bahn Netz Ammersee-Altmühltal | Augsburg – Friedberg – Aichach – Ingolstadt                                                                         | Ingolstadt–Augsburg                                                 | 983           | Bayerische Regiobahn         | Alstom Coradia LINT 41 (1648) |
| RB14  | 60                                                      | Netz Ammersee-Altmühltal              | Eichstätt Stadt – Eichstätt Bahnhof (– Ingolstadt)                                                                  | Eichstätt Bahnhof–Eichstätt Stadt                                   | 991           | Bayerische Regiobahn         | Alstom Coradia LINT 41 (1648) |
| RB15  | 60                                                      |                                       | Ulm – Günzburg – Donauwörth – Ingolstadt                                                                            | Augsburg–Ulm Ingolstadt–Neuoffingen                                 | 980, 993      | agilis Eisenbahngesellschaft | Alstom Coradia Continental (440) |
| RE16  | 120                                                     |                                       | Nürnberg – Treuchtlingen – Donauwörth – Augsburg                                                                    | Treuchtlingen–Nürnberg Donauwörth–Treuchtlingen Augsburg–Nördlingen | 910           | DB Regio Bayern              | Bombardier Twindexx Vario (445) (Sandwich) + 4 Doppelstock-Mittelwagen                                                                       |
| RB16  | 60 (München–Treuchtlingen) 120 (Treuchtlingen–Nürnberg) |                                       | München – Dachau – Pfaffenhofen (Ilm) – Ingolstadt – Eichstätt – Treuchtlingen – Roth – Nürnberg                    | München–Treuchtlingen Treuchtlingen–Nürnberg                        | 900, 910, 990 | DB Regio Bayern              | Bombardier Twindexx Vario (445) (Sandwich) + 2 oder 4 Doppelstock-Mittelwagen                                                                |
| RB17  | 60 (Mo–Fr) 120 (Sa, So)                                 |                                       | Ingolstadt – Regensburg – Plattling                                                                                 | Regensburg–Ingolstadt Regensburg–Passau                             | 993, 880      | agilis Eisenbahngesellschaft | Alstom Coradia Continental (440) |
| RE18  | 120 (Sa, So)                                            |                                       | Ingolstadt – Regensburg – Plattling                                                                                 | Regensburg–Ingolstadt                                               | 993, 880      | agilis Eisenbahngesellschaft | Alstom Coradia Continental (440) |

### Linien 2, 20–29 (Nordwest)
| Linie | Taktfolge (in Minuten) | Marke/Linienname          | Laufweg | Befahrene Strecken in Bayern                                                    | KBS                | EVU                         | Fahrzeuge im Regelbetrieb                                 |
| ----- | ---------------------- | ------------------------- | --- | ------------------------------------------------------------------------------- | ------------------ | --------------------------- | --------------------------------------------------------- |
| RB2   | einzelne Züge          | Vogtlandbahn              | Zwickau – Werdau – Plauen – Hof                                                                                    | Leipzig–Hof                                                                     | 544                | Die Länderbahn              | Stadler RegioShuttle RS1 (650)                            |
| RE20  | 120                    | Franken-Thüringen-Express | Würzburg – Schweinfurt – Bamberg – Fürth – Nürnberg                                                                | Nürnberg–Bamberg Bamberg–Rottendorf Rottendorf–Würzburg                         | 560, 810, 820, 840 | DB Regio Bayern             | Siemens Desiro HC (1462)                                  |
| RB21  | 60                     | Mittelfrankenbahn         | Nürnberg Nordost – Eschenau – Gräfenberg                                                                           | Nürnberg–Gräfenberg                                                             | 821                | DB Regio Bayern             | Alstom Coradia LINT 54 (622) Alstom Coradia LINT 41 (648) |
| RB22  | 60                     |                           | Ebermannstadt – Forchheim (– Bamberg – Lichtenfels)                                                                | Forchheim–Beringersmühle                                                        | 822                | agilis Verkehrsgesellschaft | Stadler RegioShuttle RS1 (650)                            |
| RB24  | 60                     |                           | (Bad Rodach –) Coburg – Ebersdorf – Lichtenfels – Hochstadt-Marktzeuln – Kulmbach – Neuenmarkt-Wirsberg – Bayreuth | Coburg–Bad Rodach Bamberg–Hof Eisenach–Lichtenfels Bayreuth–Neuenmarkt-Wirsberg | 820, 850           | agilis Verkehrsgesellschaft | Stadler RegioShuttle RS1 (650)                            |
| RB25  | 60                     | Franken-Thüringen-Express | Bamberg – Lichtenfels – Kronach (– Ludwigsstadt – Saalfeld)                                                        | Bamberg–Hof Hochstadt-Marktzeuln–Probstzella                                    | 820, 840           | DB Regio Bayern             | Siemens Desiro HC (1462)                                  |
| RB26  | 60                     |                           | Bamberg – Breitengüßbach – Ebern                                                                                   | Bamberg–Hof Breitengüßbach–Maroldsweisach                                       | 826                | agilis Verkehrsgesellschaft | Stadler RegioShuttle RS1 (650)                            |
| RE 28 | einzelne Züge          | Franken-Thüringen-Express | Lichtenfels – Coburg (– Sonneberg)                                                                                 | Eisenach–Lichtenfels Coburg–Ernstthal am Rennsteig                              | 820                | DB Regio Bayern             | Siemens Desiro HC (1462)                                  |
| RE 29 | 120                    | Franken-Thüringen-Express | Nürnberg – Bamberg – Coburg – Erfurt                                                                               | Nürnberg–Erfurt                                                                 | 820                | DB Regio Bayern             | Siemens Desiro HC (4462)                                  |

### Linien 2, 20–29 (Südost)
| Linie | Taktfolge (in Minuten) | Marke/Linienname   | Laufweg | Befahrene Strecken in Bayern                                                           | KBS           | EVU                                           | Fahrzeuge im Regelbetrieb                                           |
| ----- | ---------------------- | ------------------ | --- | -------------------------------------------------------------------------------------- | ------------- | --------------------------------------------- | ------------------------------------------------------------------- |
| RE2   | 120                    |                    | Hof – Marktredwitz – Weiden – Schwandorf – Regensburg – Landshut – München                                                                 | Bamberg–Hof Weiden–Oberkotzau Regensburg–Weiden München–Regensburg                     | 855, 930      | DB Regio Bayern                               | Bombardier Traxx P160 AC2 (146.2) / Baureihe 218 + Doppelstockwagen |
| RE25  | 120                    | alex               | Prag – Pilsen – Furth im Wald – Cham – Schwandorf – Regensburg – Landshut – München                                                        | Schwandorf–Furth im Wald Regensburg–Weiden München–Regensburg                          | 855, 875, 930 | Die Länderbahn                                | Siemens ER20 / Siemens ES64U4 + Wagen verschiedener Bauarten        |
| RE22  | 60/120                 | Flughafenexpress   | (Nürnberg – Neumarkt (Oberpf) – Parsberg –) Regensburg – Landshut – Flughafen München                                                      | Nürnberg–Regensburg München–Regensburg Neufahrner Spange München Ost–München Flughafen | 930           | DB Regio Bayern/ agilis Eisenbahngesellschaft | Siemens Mireo (1463)                                                |
| RE23  | ein Zugpaar            | alex               | Hof – Marktredwitz – Weiden – Schwandorf – Regensburg – Landshut – München                                                                 | Bamberg–Hof Weiden–Oberkotzau Regensburg–Weiden München–Regensburg                     | 855, 930      | Die Länderbahn                                | Siemens ER20 / Siemens ES64U4 + Wagen verschiedener Bauarten        |
| RB23  | 60                     | Oberpfalzbahn      | Marktredwitz – Weiden – Schwandorf – Regensburg                                                                                            | Hof–Regensburg                                                                         | 855           | Die Länderbahn                                | Alstom Coradia LINT 41 (1648)                                       |
| RE 24 | zwei Zugpaare          | Intercity-Linie 24 | Berchtesgaden – Bischofswiesen – Bayerisch Gmain – Bad Reichenhall-Kirchberg – Bad Reichenhall – Piding – Hammerau – Ainring – Freilassing | Freilassing–Bad Reichenhall Bad Reichenhall–Berchtesgaden                              | 954           | DB Fernverkehr                                | DB-Baureihe 111 + IC-Wagen                                          |
| RB27  | 60                     | Oberpfalzbahn      | Schwandorf – Cham (Oberpf) – Furth im Wald                                                                                                 | Schwandorf–Furth im Wald                                                               | 875           | Die Länderbahn                                | Stadler RegioShuttle RS1 (650)                                      |
| RB28  | 120                    | Oberpfalzbahn      | Cham (Oberpf) – Bad Kötzting – Lam | Cham–Bad Kötzting Bad Kötzting–Lam                                                     | 877           | Die Länderbahn                                | Stadler RegioShuttle RS1 (650)                                      |
| RB29  | 120                    | Oberpfalzbahn      | Cham (Oberpf) – Waldmünchen | Cham–Waldmünchen                                                                       | 876           | Die Länderbahn                                | Stadler RegioShuttle RS1 (650)                                      |

### Linien 3, 30–39 (Nord)
| Linie    | Taktfolge (in Minuten)                                   | Marke/Linienname         | Laufweg                                                                                      | Befahrene Strecken in Bayern                                                 | KBS      | EVU                         | Fahrzeuge im Regelbetrieb         |
| -------- | -------------------------------------------------------- | ------------------------ | -------------------------------------------------------------------------------------------- | ---------------------------------------------------------------------------- | -------- | --------------------------- | --------------------------------- |
| RE3 (MD) | 60                                                       | Mitteldeutsche Regiobahn | Dresden – Zwickau – Reichenbach – Plauen – Hof                                               | Leipzig–Hof                                                                  | 510      | Bayerische Oberlandbahn     | Alstom Coradia Continental (1440) |
| RE31     | 120                                                      |                          | Nürnberg – Hersbruck – Pegnitz – Kirchenlaibach – Marktredwitz – Hof                         | Schnabelwaid–Bayreuth Nürnberg–Cheb Hof–Regensburg                           | 855, 860 | DB Regio Bayern             | Baureihe 612                      |
| RE30     | 60 (Nürnberg–Bayreuth) 120 (Bayreuth–Hof)                |                          | Nürnberg – Hersbruck – Pegnitz – Bayreuth – Münchberg – Hof                                  | Bamberg–Hof Bayreuth–Neuenmarkt-Wirsberg Schnabelwaid–Bayreuth Nürnberg–Cheb | 860      | DB Regio Bayern             | Baureihe 612                      |
| RE33     | 120                                                      |                          | Marktredwitz – Schirnding – Cheb                                                             | Nürnberg–Cheb                                                                | 860      | DB Regio Bayern             | Baureihe 612                      |
| RB30     | 60 (Mo-Fr: zusätzlich HVZ-Verstärker Nürnberg–Hersbruck) | Mittelfrankenbahn        | Nürnberg – Lauf (r Pegnitz) – Neunkirchen a Sand – Hersbruck (r Pegnitz) – Neuhaus (Pegnitz) | Nürnberg–Cheb                                                                | 891      | DB Regio Bayern             | Alstom Coradia LINT 41 (648)      |
| RB31     | 60                                                       | Mittelfrankenbahn        | (Nürnberg –) Lauf (r Pegnitz) – Neunkirchen a Sand – Simmelsdorf-Hüttenbach                  | Nürnberg–Cheb Neunkirchen–Simmelsdorf-Hüttenbach                             | 891      | DB Regio Bayern             | Alstom Coradia LINT 41 (648)      |
| RB34     | 60                                                       |                          | Weiden – Bayreuth – Weidenberg                                                               | Weiden–Bayreuth Bayreuth–Weidenberg                                          | 862      | agilis Verkehrsgesellschaft | Stadler RegioShuttle RS1 (650)    |
| RE32     | 120                                                      | Main-Saale-Express       | Coburg – Lichtenfels – Kulmbach – Neuenmarkt-Wirsberg – Bayreuth – Nürnberg                  | Bamberg–Hof Bayreuth–Neuenmarkt-Wirsberg Schnabelwaid–Bayreuth Nürnberg–Cheb | 850, 860 | DB Regio Bayern             | Baureihe 612                      |
| RE35     | 120                                                      | Main-Saale-Express       | Bamberg – Lichtenfels – Kulmbach – Neuenmarkt-Wirsberg – Hof                                 | Bamberg–Hof                                                                  | 850, 860 | DB Regio Bayern             | Baureihe 612                      |
| RE38     | 120                                                      | Main-Saale-Express       | Bamberg – Lichtenfels – Kulmbach – Neuenmarkt-Wirsberg – Bayreuth – Nürnberg                 | Bamberg–Hof Bayreuth–Neuenmarkt-Wirsberg                                     | 850      | DB Regio Bayern             | Baureihe 612                      |

### Linien 3, 30–39 (Süd)
| Linie | Taktfolge (in Minuten)  | Marke/Linienname              | Laufweg                                                                  | Befahrene Strecken in Bayern                            | KBS           | EVU                        | Fahrzeuge im Regelbetrieb      |
| ----- | ----------------------- | ----------------------------- | ------------------------------------------------------------------------ | ------------------------------------------------------- | ------------- | -------------------------- | ------------------------------ |
| RE3   | 60                      | Donau-Isar-Express            | Passau – Plattling – Landau (Isar) – Landshut (Bay) – Freising – München | München–Regensburg Landshut–Plattling Regensburg–Passau | 880, 930, 931 | DB Regio Bayern            | Siemens Desiro HC (1462)       |
| RB32  | 60                      | Gäubodenbahn Südostbayernbahn | Bogen – Straubing – Radldorf (Niederbay) – Neufahrn (Niederbay)          | Neufahrn–Radldorf Regensburg–Passau Straubing–Bogen     | 932           | DB RegioNetz Verkehrs GmbH | Baureihe 628                   |
| RB33  | 60 (Mo–Fr) 120 (Sa, So) |                               | (München –) Freising – Moosburg – Landshut                               | München–Regensburg                                      | 930           | DB Regio Bayern            | Siemens Desiro HC (1462)       |
| RB35  | 60                      | Waldbahn                      | Plattling – Deggendorf – Zwiesel – Bayerisch Eisenstein                  | Plattling–Bayerisch Eisenstein                          | 905           | Die Länderbahn             | Stadler RegioShuttle RS1 (650) |
| RB36  | 60                      | Waldbahn                      | Zwiesel – Grafenau                                                       | Zwiesel–Grafenau                                        | 906           | Die Länderbahn             | Stadler RegioShuttle RS1 (650) |
| RB37  | 60                      | Waldbahn                      | Zwiesel – Bodenmais                                                      | Zwiesel–Bodenmais                                       | 907           | Die Länderbahn             | Stadler RegioShuttle RS1 (650) |
| RB38  | 60                      | Waldbahn                      | Gotteszell – Teisnach – Viechtach                                        | Gotteszell–Viechtach                                    | 908           | Die Länderbahn             | Stadler RegioShuttle RS1 (650) |

### Linien 4, 40–49 (Nord)
| Linie     | Taktfolge (in Minuten)                                       | Marke/Linienname     | Laufweg | Befahrene Strecken in Bayern                                                                       | KBS      | EVU             | Fahrzeuge im Regelbetrieb      |
| --------- | ------------------------------------------------------------ | -------------------- | --- | -------------------------------------------------------------------------------------------------- | -------- | --------------- | ------------------------------ |
| RE40      | 60                                                           |                      | Nürnberg – Hersbruck (r Pegnitz) – Neukirchen (b Sulzb) – Amberg – Schwandorf – Regensburg                    | Nürnberg–Cheb Hersbruck–Pommelsbrunn Nürnberg–Irrenlohe Regensburg–Weiden                          | 855, 870 | DB Regio Bayern | Baureihe 612                   |
| RE41      | 60                                                           |                      | Nürnberg – Hersbruck (r Pegnitz) – Neukirchen (b Sulzb) – Weiden (Oberpf) – Neustadt (Waldnaab)               | Nürnberg–Cheb Hersbruck–Pommelsbrunn Nürnberg–Irrenlohe Neukirchen–Weiden Weiden–Oberkotzau        | 855, 870 | DB Regio Bayern | Baureihe 612                   |
| RB40 (EB) | 60 (Schweinfurt–Mellrichstadt) 120 (Mellrichstadt–Meiningen) | Unterfranken-Shuttle | Schweinfurt – Ebenhausen – Mellrichstadt – Meiningen                                                          | Schweinfurt–Meiningen                                                                              | 570, 815 | Erfurter Bahn   | Stadler RegioShuttle RS1 (650) |
| RE43      | einzelne Züge                                                |                      | Nürnberg – Hersbruck (l Pegnitz) – Neukirchen (b Sulzb) – Amberg (– Schwandorf – Regensburg)                  | Nürnberg–Irrenlohe Regensburg–Weiden                                                               | 855, 870 | DB Regio Bayern | Baureihe 612                   |
| RE47      | einzelne Züge                                                |                      | Nürnberg – Hersbruck (r Pegnitz) – Neukirchen (b Sulzb) – Amberg – Schwandorf – Cham (Oberpf) – Furth im Wald | Nürnberg–Cheb Hersbruck–Pommelsbrunn Nürnberg–Irrenlohe Regensburg–Weiden Schwandorf–Furth im Wald | 870, 875 | DB Regio Bayern | Baureihe 612                   |

### Linien 4, 40–49 (Süd)
| Linie | Taktfolge (in Minuten)                          | Marke/Linienname | Laufweg | Befahrene Strecken in Bayern                                                     | KBS      | EVU                         | Fahrzeuge im Regelbetrieb |
| ----- | ----------------------------------------------- | ---------------- | --- | -------------------------------------------------------------------------------- | -------- | --------------------------- | --- |
| RE4   | 3 Zugpaare Mo-Fr                                | Südostbayernbahn | München – Dorfen – Mühldorf (– Simbach (Inn))                                                                          | München–Simbach                                                                  | 940, 941 | DB Regio Netz Verkehrs GmbH | Baureihe 218 / Bombardier Traxx P160 DE ME (245) + Doppelstockwagen |
| RB40  | 60                                              | Südostbayernbahn | München – Markt Schwaben – Dorfen – Mühldorf                                                                           | München–Simbach                                                                  | 940      | DB Regio Netz Verkehrs GmbH | Baureihe 218 / Bombardier Traxx P160 DE ME (245) + Doppelstockwagen Baureihe 628 (Tagesrandlagen)                                                                         |
| RB41  | 60                                              | Südostbayernbahn | Mühldorf – Marktl – Simbach (Inn)                                                                                      | München–Simbach                                                                  | 941      | DB Regio Netz Verkehrs GmbH | Baureihe 628 |
| RB42  | 60                                              | Südostbayernbahn | Mühldorf – Tüßling – Altötting – Burghausen                                                                            | Mühldorf–Freilassing Tüßling–Burghausen                                          | 942      | DB Regio Netz Verkehrs GmbH | Baureihe 628 |
| RB44  | 120 (Landshut–Mühldorf) 60 (Mühldorf–Rosenheim) | Südostbayernbahn | Landshut (Bay) – Vilsbiburg – Neumarkt-St Veit – Mühldorf – Waldkraiburg – Wasserburg (Inn) – Rott (Inn) – Rosenheim   | Neumarkt-St Veit–Landshut Mühldorf–Frontenhausen-Marklkofen Mühldorf–Rosenheim   | 944      | DB Regio Netz Verkehrs GmbH | Baureihe 628 |
| RB45  | 120 (Landshut–Mühldorf) 60 (Mühldorf–Salzburg)  | Südostbayernbahn | Landshut (Bay) – Vilsbiburg – Neumarkt-St Veit – Mühldorf – Garching (Alz) – Laufen (Oberbay) – Freilassing – Salzburg | Neumarkt-St Veit–Landshut Mühldorf–Frontenhausen-Marklkofen Mühldorf–Freilassing | 945      | DB Regio Netz Verkehrs GmbH | Baureihe 628 Siemens Desiro Classic (642) (RB 27100 und RB 27103) Baureihe 218 + Doppelstockwagen (Mo-Fr ein Zugpaar RB 27108 und 27121 Schülerverkehr Mühldorf-Landshut) |
| RB46  | 60                                              | Südostbayernbahn | Passau – Fürstenzell – Pocking – Pfarrkirchen – Neumarkt-St Veit – Mühldorf                                            | Passau–Neumarkt-St Veit Mühldorf–Frontenhausen-Marklkofen                        | 946      | DB Regio Netz Verkehrs GmbH | Siemens Desiro Classic (642) Baureihe 628 (ersatzweise) |
| RB47  | 120                                             | Südostbayernbahn | Mühldorf – Garching (Alz) – Trostberg – Hörpolding (– Traunreut – Traunstein)                                          | Mühldorf–Freilassing Traunstein–Garching                                         | 947      | DB Regio Netz Verkehrs GmbH | Siemens Desiro Classic (642) Baureihe 628 (ersatzweise) |
| RB48  | 60                                              | Südostbayernbahn | Wasserburg (Inn) – Ebersberg (Oberbay) – Grafing Bahnhof (– München)                                                   | Grafing–Wasserburg München–Rosenheim                                             | 948      | DB Regio Netz Verkehrs GmbH | Baureihe 628 |
| RB49  | 60                                              | Südostbayernbahn | Traunreut – Hörpolding – Traunstein                                                                                    | Traunstein–Garching                                                              | 947      | DB Regio Netz Verkehrs GmbH | Siemens Desiro Classic (642) Baureihe 628 (ersatzweise) |

### Linien 5, 50–59 (Ost)
| Linie      | Taktfolge (in Minuten) | Marke/Linienname               | Laufweg | Befahrene Strecken in Bayern                                     | KBS      | EVU                          | Fahrzeuge im Regelbetrieb                               |
| ---------- | ---------------------- | ------------------------------ | --- | ---------------------------------------------------------------- | -------- | ---------------------------- | ------------------------------------------------------- |
| RE5        | 60                     | Netz Chiemgau-Inntal           | München – Rosenheim – Bad Endorf – Prien a Chiemsee – Traunstein – Freilassing – Salzburg                                                | München–Rosenheim Rosenheim–Salzburg                             | 950, 951 | Bayerische Oberlandbahn      | Stadler Flirt 3 (1430)                                  |
| RE50       | 120                    |                                | Nürnberg – Neumarkt (Oberpf) – Regensburg – Straubing – Plattling (– Passau)                                                             | Nürnberg–Regensburg Regensburg–Passau                            | 880      | agilis Eisenbahngesellschaft | Siemens Mireo (1463)                                    |
| RB51       | 60                     |                                | Neumarkt (Oberpf) – Beratzhausen – Parsberg – Regensburg                                                                                 | Nürnberg–Regensburg                                              | 880      | agilis Eisenbahngesellschaft | Siemens Mireo (1463)                                    |
| RB52       | 60                     | Chiemgau-Bahn Südostbayernbahn | Prien a Chiemsee – Aschau (Chiemgau) | Prien a Chiemsee–Aschau                                          | 952      | DB RegioNetz Verkehrs GmbH   | Baureihe 628                                            |
| RB53       | 60                     | Netz Berchtesgaden-Ruhpolding  | Traunstein – Siegsdorf – Ruhpolding | Traunstein–Ruhpolding                                            | 953      | Bayerische Oberlandbahn      | Stadler Flirt 3 (1427, 1430)                            |
| RB54       | 60                     | Netz Chiemgau-Inntal           | München – Grafing – Rosenheim – Kufstein                                                                                                 | München–Rosenheim Rosenheim–Kufstein                             | 950, 951 | Bayerische Oberlandbahn      | Stadler Flirt 3 (1430)                                  |
| RB55       | 60                     | Netz Bayerisches Oberland      | München – Holzkirchen – Schliersee – Bayrischzell                                                                                        | München–Lenggries Holzkirchen–Schliersee Schliersee–Bayrischzell | 955      | Bayerische Oberlandbahn      | Alstom Coradia LINT 54                                  |
| RB56 (OBL) | 60 30 (zeitw.)         | Netz Bayerisches Oberland      | München – Holzkirchen – Schaftlach – Bad Tölz – Lenggries                                                                                | München–Lenggries                                                | 956      | Bayerische Oberlandbahn      | Alstom Coradia LINT 54                                  |
| RB57       | 60 30 (zeitw.)         | Netz Bayerisches Oberland      | München – Holzkirchen – Schaftlach – Tegernsee                                                                                           | München–Lenggries Schaftlach–Tegernsee                           | 957      | Bayerische Oberlandbahn      | Alstom Coradia LINT 54                                  |
| RB58       | 60                     | Netz Chiemgau-Inntal           | München – Deisenhofen – Holzkirchen – Bad Aibling – Rosenheim (München–Deisenhofen nur Mo–Fr, Deisenhofen–Holzkirchen nur einzelne Züge) | München–Lenggries Holzkirchen–Rosenheim                          | 958      | Bayerische Oberlandbahn      | Stadler Flirt 3 (1427, 1430)                            |
| RB59       | 60                     | Südostbayernbahn               | Traunstein – Waging | Traunstein–Waging                                                | 959      | DB RegioNetz Verkehrs GmbH   | Siemens Desiro Classic (642) Baureihe 628 (ersatzweise) |

### Linien 5, 50–59 (Nordwest)
| Linie      | Taktfolge (in Minuten)                                                     | Marke/Linienname              | Laufweg                                                                                    | Befahrene Strecken in Bayern                                                                 | KBS           | EVU                        | Fahrzeuge im Regelbetrieb                                              |
| ---------- | -------------------------------------------------------------------------- | ----------------------------- | ------------------------------------------------------------------------------------------ | -------------------------------------------------------------------------------------------- | ------------- | -------------------------- | ---------------------------------------------------------------------- |
| RB50       | 120 nur vormittags (Gemünden–Bad Kissingen) 60 (Bad Kissingen–Schweinfurt) | Unterfranken-Shuttle          | Gemünden (Main) – Gräfendorf – Hammelburg – Bad Kissingen – Ebenhausen – Schweinfurt       | Gemünden–Bad Kissingen Ebenhausen–Bad Kissingen Schweinfurt–Meiningen                        | 803, 815      | Erfurter Bahn              | Stadler RegioShuttle RS1 (650)                                         |
| RB53       | 60                                                                         | Mainfrankenbahn               | Bamberg – Schweinfurt – Würzburg – Gemünden (Main) – Jossa (– Schlüchtern)                 | Bamberg–Rottendorf Rottendorf–Würzburg Würzburg–Aschaffenburg Flieden–Gemünden               | 800, 801, 810 | DB Regio Bayern            | Alstom Coradia Continental (440)                                       |
| RE54       | 120                                                                        | Main-Spessart-Express         | Frankfurt – Maintal – Hanau – Aschaffenburg – Würzburg – Schweinfurt – Haßfurt – Bamberg   | Frankfurt Süd–Aschaffenburg Würzburg–Aschaffenburg Rottendorf–Würzburg Bamberg–Rottendorf    | 810           | DB Regio Bayern            | Bombardier Twindexx Vario (445) (Sandwich) + 2 Doppelstock-Mittelwagen |
| RE55       | 120                                                                        | Main-Spessart-Express         | Frankfurt – Offenbach – Hanau – Aschaffenburg – Würzburg                                   | Frankfurt Süd–Aschaffenburg Würzburg–Aschaffenburg                                           | 640, 800      | DB Regio Bayern            | Bombardier Twindexx Vario (445) (Sandwich) + 2 Doppelstock-Mittelwagen |
| RE55       | zwei Zugpaare (Sa, So)                                                     | Freizeit-Express Frankenland  | Frankfurt – Offenbach – Hanau – Aschaffenburg – Schweinfurt – Haßfurt – Bamberg            | Frankfurt Süd–Aschaffenburg Würzburg–Aschaffenburg Gemünden–Waigolshausen Bamberg–Rottendorf |               | DB Regio Bayern            | Bombardier Twindexx Vario (445) (Sandwich) + 2 Doppelstock-Mittelwagen |
| RB56       | 60 (Mo–Fr) 120 (Sa, So)                                                    | Kahlgrundbahn                 | Hanau – Kahl (Main) – Alzenau – Michelbach – Schöllkrippen                                 | Kahl–Schöllkrippen                                                                           | 642           | DB RegioNetz Verkehrs GmbH | Siemens Desiro Classic (642)                                           |
| RE57       | 120                                                                        | Mainfranken-Thüringen-Express | Würzburg – Schweinfurt – Ebenhausen – Bad Kissingen bis Ebenhausen vereinigt mit RE 7 (TH) | Würzburg–Rottendorf Rottendorf–Bamberg Schweinfurt–Meiningen Ebenhausen–Bad Kissingen        | 570, 815      | DB Regio Südost            | Baureihe 612                                                           |
| RB58 (HLB) | 60                                                                         |                               | Rüsselsheim – Frankfurt Flughafen – Hanau – Aschaffenburg – Laufach                        | Frankfurt Süd–Aschaffenburg Würzburg–Aschaffenburg                                           | 640           | Hessische Landesbahn       | Alstom Coradia Continental                                             |
| RB59       | einzelne Züge                                                              |                               | Frankfurt Flughafen – Hanau – Aschaffenburg                                                | Frankfurt Süd–Aschaffenburg                                                                  | 640           | Hessische Landesbahn       | Alstom Coradia Continental                                             |

### Linien 5, 50–59 (Südwest)
| Linie    | Taktfolge (in Minuten) | Marke/Linienname | Laufweg                                                                                     | Befahrene Strecken in Bayern | KBS           | EVU                        | Fahrzeuge im Regelbetrieb                              |
| -------- | ---------------------- | ---------------- | ------------------------------------------------------------------------------------------- | ---------------------------- | ------------- | -------------------------- | ------------------------------------------------------ |
| RE5 (BW) | 60                     |                  | Friedrichshafen Stadt – Ravensburg – Aulendorf – Ulm (– Göppingen – Plochingen – Stuttgart) | Lindau–Friedrichshafen       | 731, 750, 751 | DB Regio Baden-Württemberg | Bombardier Traxx P160 AC2 (146.2) + 4 Doppelstockwagen |
| RE 50    | 120                    | Brenzbahn        | Aalen – Heidenheim – Langenau – Ulm                                                         | Ulm–Aalen                    | 757           | DB Regio Baden-Württemberg | Baureihe 612                                           |

### Linien 6, 60–69 (Nord)
| Linie | Taktfolge (in Minuten) | Marke/Linienname  | Laufweg                                    | Befahrene Strecken in Bayern | KBS | EVU             | Fahrzeuge im Regelbetrieb                                                     |
| ----- | ---------------------- | ----------------- | ------------------------------------------ | ---------------------------- | --- | --------------- | ----------------------------------------------------------------------------- |
| RE60  | 60 (Mo–Fr)             |                   | Nürnberg – Roth – Treuchtlingen            | Treuchtlingen–Nürnberg       | 910 | DB Regio Bayern | Bombardier Twindexx Vario (445) (Sandwich) + 2 oder 4 Doppelstock-Mittelwagen |
| RB61  | 60                     | Mittelfrankenbahn | Roth – Hilpoltstein                        | Roth–Hilpoltstein            | 911 | DB Regio Bayern | Siemens Desiro Classic (642) Alstom Coradia LINT 41 (648)                     |
| RB62  | 60                     | Seenland-Bahn     | Pleinfeld – Gunzenhausen – Wassertrüdingen | Gunzenhausen–Pleinfeld       | 912 | DB Regio Bayern | Siemens Desiro Classic (642) Alstom Coradia LINT 41 (648)                     |

### Linien 6, 60–69 (Süd)
| Linie         | Taktfolge (in Minuten) | Marke/Linienname                      | Laufweg                                                                                                  | Befahrene Strecken in Bayern                                                   | KBS           | EVU                              | Fahrzeuge im Regelbetrieb                                                              |
| ------------- | ---------------------- | ------------------------------------- | --- | ------------------------------------------------------------------------------ | ------------- | -------------------------------- | -------------------------------------------------------------------------------------- |
| RB6           | 60                     | Werdenfelsbahn                        | München – Tutzing – Weilheim – Murnau – Garmisch-Partenkirchen – Mittenwald – Seefeld (– Innsbruck)      | München–Garmisch-Partenkirchen Garmisch-Partenkirchen–Innsbruck                | 960           | DB Regio Bayern                  | Bombardier Talent 2 (442)                                                              |
| RB60 · S7 (T) | 60                     | Werdenfelsbahn                        | München – Tutzing – Weilheim – Murnau – Garmisch-Partenkirchen – Reutte – Vils Stadt – Pfronten-Steinach | München–Garmisch-Partenkirchen Garmisch-Partenkirchen–Kempten                  | 960, 965      | DB Regio Bayern                  | Bombardier Talent 2 (442)                                                              |
| RB6 · S6 (T)  | einzelne Züge          | Werdenfelsbahn                        | Garmisch-Partenkirchen – Mittenwald – Seefeld – Innsbruck                                                | Garmisch-Partenkirchen–Innsbruck                                               | 960           | Österreichische Bundesbahnen     | Bombardier Talent (4024)                                                               |
| RE61          | einzelne Züge          | Werdenfelsbahn                        | München – Weilheim – Murnau – Garmisch-Partenkirchen – Mittenwald                                        | München–Garmisch-Partenkirchen Garmisch-Partenkirchen–Innsbruck                | 960           | DB Regio Bayern                  | Bombardier Talent 2 (442)                                                              |
| RE62          | einzelne Züge          | Werdenfelsbahn                        | München – Weilheim – Murnau – Garmisch-Partenkirchen – Lermoos                                           | München–Garmisch-Partenkirchen Garmisch-Partenkirchen–Kempten                  | 960, 965      | DB Regio Bayern                  | Bombardier Talent 2 (442)                                                              |
| RB63          | 60                     | Ammergau-Bahn Werdenfelsbahn          | Murnau – Bad Kohlgrub – Oberammergau                                                                     | Murnau–Oberammergau                                                            | 963           | DB Regio Bayern                  | Bombardier Talent 2 (442)                                                              |
| RB64          | 60                     | Zugspitzbahn                          | Garmisch-Partenkirchen – Grainau                                                                         | Bayerische Zugspitzbahn                                                        | 964           | Bayerische Zugspitzbahn Bergbahn | Fahrzeuge der Bayerischen Zugspitzbahn                                                 |
| RB65          | 60                     | Werdenfelsbahn                        | München – Tutzing – Weilheim                                                                             | München–Garmisch-Partenkirchen                                                 | 960, 961      | DB Regio Bayern                  | Bombardier Talent 2 (442)                                                              |
| RB66          | 60                     | Kochelsee-Bahn                        | München – Tutzing – Kochel                                                                               | München–Garmisch-Partenkirchen Tutzing–Kochel                                  | 960, 961      | DB Regio Bayern                  | Bombardier Talent 2 (442)                                                              |
| RB67          | 60                     | Pfaffenwinkel-Bahn Ammersee-Bahn      | Augsburg – Mering – Geltendorf – Dießen – Weilheim – Peißenberg – Schongau                               | München–Augsburg Mering–Weilheim Weilheim–Peißenberg Schongau–Peißenberg       | 962, 985      | Bayerische Regiobahn             | Alstom Coradia LINT 41 (1648) Siemens Mireo (0563) (Probebetrieb)                      |
| RB68          | drei Zugpaare          | Netz Ostallgäu-Lechfeld               | München – Geltendorf – Kaufering – Buchloe – Kaufbeuren – Biessenhofen – Marktoberdorf – Füssen          | München–Buchloe Buchloe–Lindau Biessenhofen–Marktoberdorf Marktoberdorf–Füssen | 970, 974, 987 | Bayerische Regiobahn             | Alstom Coradia LINT 41 (1648) Alstom Coradia LINT 54 (622) Alstom Coradia LINT 81(620) |
| RB69          | 60                     | Lechfeld-Bahn Netz Ostallgäu-Lechfeld | Augsburg – Bobingen – Kaufering – Landsberg (Lech) (Kaufering–Landsberg 30 Min.)                         | Augsburg–Buchloe Bobingen–Kaufering Kaufering–Landsberg am Lech                | 986, 987      | Bayerische Regiobahn             | Alstom Coradia LINT 41 (1648) Alstom Coradia LINT 54 (622) Alstom Coradia LINT 81(620) |

### Linien 7, 70–79 (Nord)
| Linie | Taktfolge (in Minuten) | Marke/Linienname              | Laufweg | Befahrene Strecken in Bayern                                  | KBS      | EVU                  | Fahrzeuge im Regelbetrieb                     |
| ----- | ---------------------- | ----------------------------- | --- | ------------------------------------------------------------- | -------- | -------------------- | --------------------------------------------- |
| RE7   | 120                    | Mainfranken-Thüringen-Express | Würzburg – Schweinfurt – Ebenhausen – Grimmenthal – Suhl – Arnstadt – Erfurt bis Ebenhausen vereinigt mit RE 57 | Würzburg–Rottendorf Rottendorf–Bamberg Schweinfurt–Meiningen  | 570, 815 | DB Regio Südost      | Baureihe 612                                  |
| RB75  | 60                     | Rhein-Main-Bahn               | Aschaffenburg – Babenhausen – Darmstadt – Mainz – Wiesbaden                                                     | Mainz–Aschaffenburg                                           | 651      | Hessische Landesbahn | Alstom Coradia Continental(1440)              |
| RB79  | einzelne Züge (Mo–Fr)  | Mainfrankenbahn               | Aschaffenburg – Gemünden (– Würzburg – Schweinfurt – Bamberg)                                                   | Würzburg–Aschaffenburg Würzburg–Rottendorf Rottendorf–Bamberg | 800, 805 | DB Regio Bayern      | Alstom Coradia Continental (440) Baureihe 425 |

### Linien 7, 70–79 (Süd)
| Linie      | Taktfolge (in Minuten)                       | Marke/Linienname              | Laufweg | Befahrene Strecken in Bayern                                                    | KBS      | EVU                  | Fahrzeuge im Regelbetrieb                                                                                                  |
| ---------- | -------------------------------------------- | ----------------------------- | --- | ------------------------------------------------------------------------------- | -------- | -------------------- | --- |
| RE7        | 120                                          |                               | Augsburg – Buchloe – Kaufbeuren – Kempten – Immenstadt – Hergatz – Lindau-Reutin                                            | Augsburg–Buchloe Buchloe–Lindau                                                 | 970      | DB Regio Bayern      | Baureihe 612 |
| RE17       | 120                                          |                               | Augsburg – Buchloe – Kaufbeuren – Kempten – Immenstadt – Oberstdorf                                                         | Augsburg–Buchloe Buchloe–Lindau Immenstadt–Oberstdorf                           | 970      | DB Regio Bayern      | Baureihe 612 |
| RE7 · RE17 | einzelne Züge                                |                               | (Nürnberg – Treuchtlingen – Donauwörth –) Augsburg – Buchloe – Kaufbeuren – Kempten – Immenstadt – Lindau-Reutin/Oberstdorf | Nürnberg–Treuchtlingen Augsburg–Buchloe Buchloe–Lindau Immenstadt–Oberstdorf    | 910, 970 | DB Regio Bayern      | Baureihe 612 |
| RE70       | 120                                          |                               | München – Kaufering – Buchloe – Kaufbeuren – Kempten – Immenstadt – Hergatz – Lindau-Reutin                                 | München–Buchloe Buchloe–Lindau                                                  | 970      | DB Regio Bayern      | Baureihe 612 |
| RE76       | 120                                          |                               | München – Kaufering – Buchloe – Kaufbeuren – Kempten – Immenstadt – Oberstdorf                                              | München–Buchloe Buchloe–Lindau Immenstadt–Oberstdorf                            | 970      | DB Regio Bayern      | Baureihe 612 |
| RE71       | 120                                          | Kneipp-Lechfeld-Bahn          | Augsburg – Buchloe – Türkheim – Mindelheim – Memmingen                                                                      | Augsburg–Buchloe Buchloe–Memmingen                                              | 971, 987 | DB Regio Bayern      | Baureihe 612 |
| RE73       | 120 zusätzlich: 60 (Türkheim–Bad Wörishofen) | Kneipp-Lechfeld-Bahn          | (Augsburg – Buchloe –) Türkheim (Bay) – Bad Wörishofen                                                                      | Türkheim–Bad Wörishofen                                                         | 971, 987 | DB Regio Bayern      | Baureihe 612 |
| RE72       | 120                                          | E-Netz Allgäu                 | München – Geltendorf – Kaufering – Buchloe – Türkheim – Mindelheim – Memmingen                                              | München–Buchloe Buchloe–Memmingen                                               | 970, 971 | Arverio Bayern       | Stadler Flirt 3 (1428) |
| RB73       | 60                                           | Außerfern-Bahn                | Kempten – Oy-Mittelberg – Pfronten-Steinach                                                                                 | Garmisch-Partenkirchen–Kempten                                                  | 973      | DB Regio Bayern      | Pesa Link III (633) |
| RB74       | 60                                           | Vorortverkehr München–Buchloe | München – München-Pasing – Fürstenfeldbruck – Geltendorf – Kaufering – Buchloe                                              | München–Buchloe                                                                 | 970      | DB Regio Bayern      | Alstom Coradia Continental (440)                                                                                           |
| RE75       | 60                                           |                               | Ulm – Memmingen – Kempten – Immenstadt – Oberstdorf                                                                         | Augsburg–Ulm Neu-Ulm–Kempten Buchloe–Lindau Immenstadt–Oberstdorf               | 975      | DB Regio Bayern      | Pesa Link III (633) |
| RB77       | 60                                           | Netz Ostallgäu-Lechfeld       | Augsburg – Bobingen – Buchloe – Kaufbeuren – Biessenhofen – Marktoberdorf – Füssen                                          | Augsburg–Buchloe Buchloe–Lindau Biessenhofen–Marktoberdorf Marktoberdorf–Füssen | 974, 987 | Bayerische Regiobahn | Alstom Coradia LINT 41 (648) Alstom Coradia LINT 54 (622) Alstom Coradia LINT 81 (620) Siemens Mireo (0563) (Probebetrieb) |
| RB78       | 60                                           | Mittelschwabenbahn            | Günzburg – Krumbach (Schwab) (– Mindelheim)                                                                                 | Günzburg–Mindelheim                                                             | 978      | DB Regio Bayern      | Stadler RegioShuttle RS1 (650)                                                                                             |
| RE79       | 120 (Augsburg–Buchloe) 60 (Buchloe–Kempten)  |                               | Augsburg – Bobingen – Buchloe – Kaufbeuren – Kempten                                                                        | Augsburg–Buchloe Buchloe–Lindau                                                 | 974      | DB Regio Bayern      | Pesa Link III (633) |

- RE 73 verkehrt gemeinsam mit RE 71 nach Türkheim (Bay) Bf, pendelt dann drei Mal zwischen Türkheim und Bad Wörishofen und wird dann wieder mit dem RE 71 aus Memmingen vereinigt. Dadurch ergibt sich kein einheitlicher Takt.

### Linien 8, 80–89 (Nord)
| Linie    | Taktfolge (in Minuten)                 | Marke/Linienname    | Laufweg                                                                                            | Befahrene Strecken in Bayern                                        | KBS      | EVU                        | Fahrzeuge im Regelbetrieb                     |
| -------- | -------------------------------------- | ------------------- | -------------------------------------------------------------------------------------------------- | ------------------------------------------------------------------- | -------- | -------------------------- | --------------------------------------------- |
| RE8 (GA) | 60                                     | Franken-Enz         | Würzburg – Lauda – Osterburken – Bad Friedrichshall – Heilbronn – Bietigheim-Bissingen – Stuttgart | Treuchtlingen–Würzburg Mosbach-Neckarelz–Würzburg-Heidingsfeld West | 780      | Arverio Baden-Württemberg  | Stadler Flirt 3 (1428, 1430)                  |
| RB84     | 60 (Mo–Fr) 120 (Sa, So)                | Madonnenlandbahn    | (Aschaffenburg –) Miltenberg – Amorbach – Walldürn – Seckach                                       | Aschaffenburg–Miltenberg Seckach–Miltenberg                         | 781, 784 | DB RegioNetz Verkehrs GmbH | Siemens Desiro Classic (642)                  |
| RB85     | 60 verkehrt Sa+So nur Würzburg – Lauda | Mainfrankenbahn     | Würzburg – Reichenberg – Lauda – Eubigheim – Osterburken                                           | Treuchtlingen–Würzburg Mosbach-Neckarelz–Würzburg-Heidingsfeld West | 780      | DB Regio Bayern            | Alstom Coradia Continental (440) Baureihe 425 |
| RE87     | 120 (Mo–Fr)                            | Maintalbahn         | Miltenberg – Wertheim (– Lauda – Bad Mergentheim)                                                  | Miltenberg West–Wertheim                                            | 781      | DB RegioNetz Verkehrs GmbH | Siemens Desiro Classic (642)                  |
| RE87     | 120                                    | Main-Tauber-Express | Aschaffenburg – Miltenberg – Wertheim – Lauda – Crailsheim                                         | Aschaffenburg–Miltenberg Miltenberg West–Wertheim                   | 781, 782 | DB RegioNetz Verkehrs GmbH | Siemens Desiro Classic (642)                  |
| RB88     | 60                                     | Maintalbahn         | Aschaffenburg – Miltenberg                                                                         | Aschaffenburg–Miltenberg                                            | 781      | DB RegioNetz Verkehrs GmbH | Siemens Desiro Classic (642)                  |

### Linien 8, 80–89 (Süd)
| Linie | Taktfolge (in Minuten) | Marke/Linienname       | Laufweg                                                                | Befahrene Strecken in Bayern                                     | KBS           | EVU                  | Fahrzeuge im Regelbetrieb                                                              |
| ----- | ---------------------- | ---------------------- | ---------------------------------------------------------------------- | ---------------------------------------------------------------- | ------------- | -------------------- | -------------------------------------------------------------------------------------- |
| RB80  | einzelne Fahrten HVZ   | Mainfrankenbahn        | Würzburg – Winterhausen – Marktbreit                                   | Würzburg–Treuchtlingen                                           | 920           | DB Regio Bayern      | Baureihe 425 Alstom Coradia Continental (440) Siemens Desiro Classic (642)             |
| RE 80 | 60                     | Augsburger Netze Los 1 | Würzburg – Ansbach – Treuchtlingen (– Donauwörth – Augsburg – München) | Würzburg–Treuchtlingen Donauwörth–Treuchtlingen München–Augsburg | 920, 910, 980 | Arverio Bayern       | Siemens Mireo (463) Siemens Desiro HC (462)                                            |
| RB81  | 60                     | Mittelfrankenbahn      | Neustadt (Aisch) – Bad Windsheim – Steinach                            | Steinach bei Rothenburg–Dombühl                                  | 806           | DB Regio Bayern      | Alstom Coradia LINT 41 (648)                                                           |
| RB82  | 60                     | Mittelfrankenbahn      | Steinach (b Rothenburg o.d. Tauber) – Rothenburg ob der Tauber         | Steinach–Rothenburg                                              | 921           | DB Regio Bayern      | Alstom Coradia LINT 54 (622) Alstom Coradia LINT 41 (648)                              |
| RB83  | einzelne Züge          | Augsburger Netze Los 2 | Augsburg – Neusäß – Westheim – Diedorf – Gessertshausen                | Augsburg–Ulm                                                     | 980           | Bayerische Regiobahn | Alstom Coradia LINT 41 (648) Alstom Coradia LINT 54 (622) Alstom Coradia LINT 81 (620) |
| RB86  | 60                     | Augsburger Netze Los 1 | Dinkelscherben – Augsburg – Mering – München                           | Augsburg–Nördlingen München–Augsburg                             | 910, 980      | Arverio Bayern       | Siemens Mireo (463) Siemens Desiro HC (462)                                            |
| RB87  | 60                     | Augsburger Netze Los 1 | Donauwörth – Meitingen – Augsburg – Mering – München                   | Augsburg–Nördlingen München–Augsburg                             | 910, 980      | Arverio Bayern       | Siemens Mireo (463) Siemens Desiro HC (462)                                            |
| RE89  | 120                    | Augsburger Netze Los 1 | Aalen – Nördlingen – Donauwörth – Augsburg – München                   | Stuttgart–Nördlingen Augsburg–Nördlingen                         | 910, 980, 989 | Arverio Bayern       | Siemens Mireo (463)                                                                    |
| RB89  | 120                    | Augsburger Netze Los 1 | Aalen – Nördlingen – Donauwörth                                        | Stuttgart–Nördlingen Augsburg–Nördlingen                         | 989           | Arverio Bayern       | Siemens Mireo (463)                                                                    |

### Linien 9, 90–99 (Nord)
| Linie | Taktfolge (in Minuten)  | Marke/Linienname  | Laufweg                                                                              | Befahrene Strecken in Bayern    | KBS                | EVU                         | Fahrzeuge im Regelbetrieb      |
| ----- | ----------------------- | ----------------- | ------------------------------------------------------------------------------------ | ------------------------------- | ------------------ | --------------------------- | ------------------------------ |
| RE90  | 120                     | Murrbahn          | Nürnberg – Ansbach – Crailsheim – Schwäbisch Hall-Hessental – Waiblingen – Stuttgart | Nürnberg–Crailsheim             | 785, 786           | Arverio Baden-Württemberg   | Stadler Flirt 3                |
| RB91  | 60 (Mo–Fr) 120 (Sa, So) | Mittelfrankenbahn | Wicklesgreuth – Windsbach                                                            | Wicklesgreuth–Windsbach         | 922                | DB Regio Bayern             | Alstom Coradia LINT 41 (648)   |
| RB95  | 120                     |                   | Marktredwitz – Schirnding – Cheb – Hof Hauptbahnhof                                  | Nürnberg–Cheb                   | 860                | agilis Verkehrsgesellschaft | Stadler RegioShuttle RS1 (650) |
| RB96  | 60                      |                   | (Hof-Neuhof –) Hof – Rehau – Selb-Plößberg – Selb Stadt                              | Cheb–Oberkotzau Holenbrunn–Selb | 858                | agilis Verkehrsgesellschaft | Stadler RegioShuttle RS1 (650) |
| RB 97 | 60                      |                   | Bayreuth Hbf – Kirchlaibach – Marktredwitz – Hof Hbf – Bad Steben                    | Weiden–Bayreuth                 | 855, 857, 860, 867 | agilis Verkehrsgesellschaft | Stadler RegioShuttle RS1 (650) |
| RB98  | 60                      |                   | Helmbrechts – Münchberg – Hof Hbf                                                    | Münchberg–Helmbrechts           | 853                | agilis Verkehrsgesellschaft | Stadler RegioShuttle RS1 (650) |
| RB99  | 120                     |                   | Hof-Neuhof – Hof – Münchberg – Neuenmarkt-Wirsberg                                   | Bamberg–Hof                     | 850, 857           | agilis Verkehrsgesellschaft | Stadler RegioShuttle RS1 (650) |

### Linien 9, 90–99 (Süd)
| Linie | Taktfolge (in Minuten) | Marke/Linienname       | Laufweg                                                                                                  | Befahrene Strecken in Bayern                                                         | KBS              | EVU                          | Fahrzeuge im Regelbetrieb                                                          |
| ----- | ---------------------- | ---------------------- | --- | ------------------------------------------------------------------------------------ | ---------------- | ---------------------------- | ---------------------------------------------------------------------------------- |
| RE9   | 60 (120)               | Augsburger Netze Los 1 | (München – Mering –) Augsburg – Dinkelscherben – Günzburg – Neu-Ulm – Ulm                                | München–Augsburg Augsburg–Ulm                                                        | 980              | Arverio Bayern               | Siemens Mireo (463) Siemens Desiro HC (462)                                        |
| RB92  | 120                    | E-Netz Allgäu          | Memmingen Leutkirch – Kißlegg – Wangen (Allgäu) – Hergatz – Lindau-Insel                                 | Leutkirch–Memmingen Kißlegg–Hergatz                                                  | 753, 971         | Arverio Bayern               | Stadler Flirt 3 (1428)                                                             |
| RB93  | 60                     |                        | Lindau-Insel – Wasserburg – Friedrichshafen Stadt – Aulendorf – Ulm Hbf                                  | Lindau–Friedrichshafen                                                               | 731              | DB Regio Baden-Württemberg   | Baureihe 425                                                                       |
| RB94  | einzelne Züge          |                        | Kempten – Immenstadt – Hergatz                                                                           | Buchloe–Lindau                                                                       | 970              | DB Regio Bayern              | Pesa Link III (DB 633)                                                             |
| RE96  | 120                    | E-Netz Allgäu          | München – Buchloe – Türkheim – Mindelheim – Memmingen – Kißlegg – Hergatz – Lindau-Insel - Lindau-Reutin | München–Buchloe Buchloe–Memmingen Leutkirch–Memmingen Kißlegg–Hergatz Buchloe–Lindau | 970, 971         | Arverio Bayern               | Stadler Flirt 3 (1428)                                                             |
| RE98  | 60                     | S-Bahn Vorarlberg      | Lindau-Insel – Lindau-Reutin – Bregenz – Dornbirn – Feldkirch – Bludenz ( – Schruns)                     | Lindau–Bludenz                                                                       | ÖBB 401, ÖBB 420 | Österreichische Bundesbahnen | Bombardier Talent (4024) Siemens ES64U2 (1016/1116) + CityShuttle-Doppelstockwagen |
| RE98  | 120                    | S-Bahn Vorarlberg      | Lindau-Insel – Lindau-Reutin – Bregenz – Dornbirn – Feldkirch                                            | Lindau–Bludenz                                                                       | ÖBB 401, ÖBB 420 | Österreichische Bundesbahnen | Bombardier Talent (4024) Siemens ES64U2 (1016/1116) + CityShuttle-Doppelstockwagen |

### Linien ohne Liniennummer
| Linie           | Taktfolge (in Minuten) | Marke/Linienname | Laufweg                                 | Befahrene Strecken in Bayern | KBS     | EVU                          | Fahrzeuge im Regelbetrieb                                                                   |
| --------------- | ---------------------- | ---------------- | --------------------------------------- | ---------------------------- | ------- | ---------------------------- | ------------------------------------------------------------------------------------------- |
| Regionalexpress | 60                     |                  | Freilassing – Salzburg – Braunau        | Rosenheim–Salzburg           | 951.1   | Österreichische Bundesbahnen | Siemens Desiro Classic (5022)                                                               |
| 50              | 60                     |                  | Passau – Neumarkt-Kallham – Linz        | Wels–Passau                  | ÖBB 150 | Österreichische Bundesbahnen | Siemens Desiro ML (4744) Bombardier Talent (4024) Siemens 1116/ÖBB 1144 + CityShuttle-Wagen |
| Regionalbahn    | 60                     |                  | Simbach (Inn) – Neumarkt-Kallham – Linz | München–Simbach              | ÖBB 151 | Österreichische Bundesbahnen | ÖBB-Baureihe 5047 Siemens Desiro Classic (5022) Siemens ER20 (2016) + CityShuttle-Wendezug  |

## Regio-S-Bahn Donau-Iller
Die teilweise in Bayern verkehrenden RS-Linien gehören zur Regio-S-Bahn Donau-Iller.
| Linie | Taktfolge (in Minuten) | Marke/Linienname | Laufweg                                          | Befahrene Strecken in Bayern                   | KBS | EVU                         | Fahrzeuge im Regelbetrieb                                 |
| ----- | ---------------------- | ---------------- | ------------------------------------------------ | ---------------------------------------------- | --- | --------------------------- | --------------------------------------------------------- |
| RS5   | 60                     | Brenzbahn        | Aalen – Heidenheim – Langenau – Thalfingen – Ulm | Ulm–Aalen                                      | 757 | Hohenzollerische Landesbahn | Alstom Coradia LINT 54 (622)                              |
| RS51  | 60                     | Brenzbahn        | Langenau – Thalfingen – Ulm                      | Ulm–Aalen                                      | 757 | Hohenzollerische Landesbahn | Alstom Coradia LINT 54 (622)                              |
| RS7   | 60                     | Illertalbahn     | Ulm – Neu-Ulm – Senden – Memmingen               | Augsburg–Ulm Neu-Ulm–Kempten                   | 975 | DB Regio Bayern             | Alstom Coradia LINT 54 (622) Alstom Coradia LINT 41 (623) |
| RS71  | 60                     | Der Weißenhorner | Ulm – Neu-Ulm – Senden – Weißenhorn              | Augsburg–Ulm Neu-Ulm–Kempten Senden–Weißenhorn | 976 | DB Regio Bayern             | Alstom Coradia LINT 54 (622) Alstom Coradia LINT 41 (623) |

## S-Bahn München
| Linie   | Taktfolge (in Minuten) | Marke/Linienname | Laufweg | Befahrene Strecken in Bayern                                                                              | KBS          | EVU      | Fahrzeuge im Regelbetrieb |
| ------- | ---------------------- | ---------------- | --- | --- | ------------ | -------- | ------------------------- |
| S1 (M)  | 20                     | S-Bahn München   | München Leuchtenbergring – München Ost – Neufahrn (b Freising) – Freising / Flughafen München                               | München Ost–München-Pasing München–Regensburg Neufahrn (b Freising)–Flughafen München                     | 999.1        | DB Regio | Baureihe 423              |
| S2 (M)  | 20, 10 (HVZ)           | S-Bahn München   | (Erding –) Markt Schwaben – München – Dachau Bahnhof (– Altomünster / Petershausen (Oberbay))                               | Markt Schwaben–Erding München–Simbach München Ost–München-Pasing München–Treuchtlingen Dachau–Altomünster | 999.2        | DB Regio | Baureihe 423 Baureihe 420 |
| S3 (M)  | 20, 10 (HVZ)           | S-Bahn München   | (Holzkirchen –) Deisenhofen – München – Maisach (– Mammendorf)                                                              | München–Lenggries München Ost–Deisenhofen München Ost–München-Pasing München–Augsburg                     | 999.3        | DB Regio | Baureihe 423 Baureihe 420 |
| S4 (M)  | 20                     | S-Bahn München   | (Geltendorf – Grafrath –) Buchenau – München – München-Trudering – Haar (– Grafing – Ebersberg (Oberbay))                   | München–Buchloe München Ost–München-Pasing München–Rosenheim Grafing–Wasserburg                           | 999.4, 999.6 | DB Regio | Baureihe 423 Baureihe 420 |
| S5 (M)  | 20                     | S-Bahn München   | (Weßling – Germering-Unterpfaffenhofen –) München-Pasing – München Ost – Höhenkirchen-Siegertsbrunn (– Aying – Kreuzstraße) | München–Herrsching München Ost–München-Pasing München Ost–Deisenhofen München-Giesing–Kreuzstraße         | 999.5        | DB Regio | Baureihe 423              |
| S6 (M)  | 20                     | S-Bahn München   | (Tutzing –) Starnberg – München – Zorneding – Grafing (– Ebersberg (Oberbay))                                               | München–Garmisch-Partenkirchen München Ost–München-Pasing München–Rosenheim Grafing–Wasserburg            | 999.6        | DB Regio | Baureihe 423              |
| S7 (M)  | 20                     | S-Bahn München   | (Wolfratshausen –) Höllriegelskreuth – München Hbf                                                                          | München–Wolfratshausen München–Lenggries                                                                  | 999.7        | DB Regio | Baureihe 423 Baureihe 424 |
| S8 (M)  | 20                     | S-Bahn München   | (Herrsching –) Weßling – Germering-Unterpfaffenhofen – München – München Flughafen                                          | München–Herrsching München Ost–München-Pasing München–München Flughafen                                   | 999.8        | DB Regio | Baureihe 423 Baureihe 420 |
| S20 (M) | einzelne Züge (HVZ)    | S-Bahn München   | Höllriegelskreuth – München-Pasing                                                                                          | München–Wolfratshausen München–Lenggries München-Mittersendling–München-Pasing                            | 999.7        | DB Regio | Baureihe 423 Baureihe 420 |

## S-Bahn Nürnberg
| Linie  | Taktfolge (in Minuten) | Marke/Linienname | Laufweg | Befahrene Strecken in Bayern                              | KBS   | EVU             | Fahrzeuge im Regelbetrieb         |
| ------ | ---------------------- | ---------------- | --- | --------------------------------------------------------- | ----- | --------------- | --------------------------------- |
| S1 (N) | 20/40, 20 (HVZ)        | S-Bahn Nürnberg  | (Bamberg – Forchheim (Oberfr) – Erlangen –) Nürnberg – Feucht – Burgthann – Neumarkt (Oberpf)                    | Nürnberg–Bamberg Nürnberg–Regensburg                      | 890.1 | DB Regio Bayern | Bombardier Talent 2 (442)         |
| S2 (N) | 20                     | S-Bahn Nürnberg  | (Roth –) Schwabach – Nürnberg – Röthenbach (Pegnitz) – Lauf (l Pegnitz) (– Hersbruck (l Pegnitz) – Hartmannshof) | Treuchtlingen–Nürnberg Nürnberg–Feucht Nürnberg–Irrenlohe | 890.2 | DB Regio Bayern | Bombardier Talent 2 (442)         |
| S3 (N) | 20/40, 20 (HVZ)        | S-Bahn Nürnberg  | Nürnberg – Feucht – Altdorf (b Nürnberg)                                                                         | Nürnberg–Feucht Feucht–Altdorf                            | 890.3 | DB Regio Bayern | Alstom Coradia Continental (1440) |
| S4 (N) | 20/40, 20 (HVZ)        | S-Bahn Nürnberg  | Nürnberg – Roßtal – Wicklesgreuth – Ansbach (- Dombühl - Schnelldorf - Crailsheim )                              | Nürnberg–Crailsheim                                       | 890.4 | DB Regio Bayern | Alstom Coradia Continental (1440) |
| S5 (N) | 60 (Mo–Sa)             | S-Bahn Nürnberg  | Allersberg (Rothsee) – Nürnberg                                                                                  | Nürnberg–Ingolstadt                                       | 900   | DB Regio Bayern | Alstom Coradia Continental (1440) |
| S6 (N) | 60                     | S-Bahn Nürnberg  | Neustadt (Aisch) – Siegelsdorf – Fürth – Nürnberg                                                                | Fürth–Würzburg Nürnberg–Bamberg                           | 805   | DB Regio Bayern | Bombardier Talent 2 (442)         |

## S-Bahn Salzburg
| Linie | Taktfolge (in Minuten)       | Marke/Linienname                              | Laufweg | Befahrene Strecken in Bayern                              | KBS | EVU                                                  | Fahrzeuge im Regelbetrieb                           |
| ----- | ---------------------------- | --------------------------------------------- | --- | --------------------------------------------------------- | --- | ---------------------------------------------------- | --------------------------------------------------- |
|       | 60                           | S-Bahn Salzburg                               | Freilassing – Salzburg Hbf – Straßwalchen (weiter als Regionalzug nach Attnang-Puchheim – Wels Hbf – Linz Hbf) | Rosenheim–Salzburg                                        | 954 | Österreichische Bundesbahnen                         | Bombardier Talent (4023/4024) Desiro ML (4744/4746) |
|       | 60                           | S-Bahn Salzburg Netz Berchtesgaden-Ruhpolding | Schwarzach-St. Veit – Salzburg – Freilassing – Bad Reichenhall                                                 | Freilassing–Bad Reichenhall Rosenheim–Salzburg            | 954 | Österreichische Bundesbahnen Bayerische Oberlandbahn | Bombardier Talent (4023/4024) Stadler Flirt 1 (427) |
|       | 60                           | S-Bahn Salzburg                               | Golling-Abtenau – Salzburg – Freilassing                                                                       | Rosenheim–Salzburg                                        | 954 | Österreichische Bundesbahnen                         | Bombardier Talent (4023/4024)                       |
|       | 60 zwei Taktlücken mit RE 24 | S-Bahn Salzburg Netz Berchtesgaden-Ruhpolding | Freilassing – Berchtesgaden                                                                                    | Freilassing–Bad Reichenhall Bad Reichenhall–Berchtesgaden | 954 | Bayerische Oberlandbahn                              | Stadler Flirt 1 (427)                               |

## S-Bahn St. Gallen
| Linie  | Taktfolge (in Minuten) | Marke/Linienname  | Laufweg                                                                                 | Befahrene Strecken in Bayern | KBS | EVU    | Fahrzeuge im Regelbetrieb |
| ------ | ---------------------- | ----------------- | --------------------------------------------------------------------------------------- | ---------------------------- | --- | ------ | ------------------------- |
| S7 (S) | 120 (Sa, So)           | S-Bahn St. Gallen | Lindau-Reutin – Bregenz – St. Margrethen – Rorschach – Romanshorn – Sulgen – Weinfelden | Lindau–Bludenz               |     | Thurbo | Stadler GTW (RABe 526)    |

## S-Bahn Vorarlberg
| Linie  | Taktfolge (in Minuten) | Marke/Linienname  | Laufweg                                                                 | Befahrene Strecken in Bayern | KBS     | EVU                          | Fahrzeuge im Regelbetrieb                                                                                   |
| ------ | ---------------------- | ----------------- | ----------------------------------------------------------------------- | ---------------------------- | ------- | ---------------------------- | --- |
| S1 (V) | 120                    | S-Bahn Vorarlberg | Lindau-Insel – Lindau-Reutin – Bregenz – Dornbirn – Feldkirch – Bludenz | Lindau–Bludenz               | ÖBB 401 | Österreichische Bundesbahnen | Bombardier Talent (4024) Siemens Desiro ML (4748) Siemens ES64U2 (1016/1116) + CityShuttle-Doppelstockwagen |

## Durchgeführte Änderungen
Im Folgenden werden die seit der Einführung der Liniennummern im Dezember 2020 durchgeführten Änderungen aufgelistet.

### Dezember 2021
| Netz                                                               | EVU                                                         | Fahrzeugeinsatz                                                     | Linien                 | Änderungen |
| ------------------------------------------------------------------ | ----------------------------------------------------------- | ------------------------------------------------------------------- | ---------------------- | --- |
| E-Netz Allgäu neuer Verkehrsdurchführungsvertrag                   | Arverio Bayern                                              | Stadler Flirt 3                                                     | RE 72                  | Übernahme der Linie von DB Regio Bayern |
| E-Netz Allgäu neuer Verkehrsdurchführungsvertrag                   | Arverio Bayern                                              | Stadler Flirt 3                                                     | RB 92                  | Übernahme der Linie von DB Regio Baden-Württemberg, Linienverlauf: Memmingen – Leutkirch – Kißlegg – Hergatz – Lindau-Insel |
| E-Netz Allgäu neuer Verkehrsdurchführungsvertrag                   | Arverio Bayern                                              | Stadler Flirt 3                                                     | RE 96                  | neue Linie im Zweistundentakt: München – Buchloe – Türkheim – Mindelheim – Memmingen – Kißlegg – Hergatz – Lindau-Insel – Lindau-Reutin |
| Vorortverkehr München–Buchloe neuer Verkehrsdurchführungsvertrag   | DB Regio Bayern                                             | DB-Baureihe 440                                                     | RB 74                  | neue Linie im Stundentakt: München – München-Pasing – Fürstenfeldbruck – Geltendorf – Kaufering – Buchloe, ersetzt RE 74 und RB 68 |
| D-Netz Allgäu Los 2 Beginn Betriebsstufe 2                         | DB Regio Bayern                                             | Bestand                                                             | RE 7                   | Linienverlauf im Raum Lindau: – Lindau-Reutin (Einzelzüge: – Lindau-Insel) |
| D-Netz Allgäu Los 2 Beginn Betriebsstufe 2                         | DB Regio Bayern                                             | Bestand                                                             | RE 70                  | Linienverlauf im Raum Lindau: – Lindau-Reutin (Einzelzüge: – Lindau-Insel) |
| D-Netz Allgäu Los 2 Beginn Betriebsstufe 2                         | DB Regio Bayern                                             | Bestand                                                             | RE 74                  | entfällt, wird ersetzt durch RB 74 und RE 79 |
| D-Netz Allgäu Los 2 Beginn Betriebsstufe 2                         | DB Regio Bayern                                             | Bestand                                                             | RE 79                  | Übernahme der Linie der BRB, teilweise Verdichtung auf Stundentakt, Linienverlauf: Augsburg – Bobingen – Schwabmünchen – Buchloe – Kaufbeuren – Kempten, ersetzt RE 74                                                                        |
| D-Netz Augsburg I (2019+) Beginn Betriebsstufe 2                   | Bayerische Regiobahn                                        | Bestand                                                             | RB 68                  | Ausdünnung auf drei Zugpaare, wird ersetzt durch RB 74 und RB 77 |
| D-Netz Augsburg I (2019+) Beginn Betriebsstufe 2                   | Bayerische Regiobahn                                        | Bestand                                                             | RB 77                  | Verdichtung auf Stundentakt, ersetzt RB 68 |
| Aulendorfer Kreuz (Netz 16 BW)                                     | DB Regio Baden-Württemberg                                  | auslaufend                                                          | RB 53 (BW)             | Linienverlauf: Abschnitt Memmingen–Leutkirch entfällt, verkehrt daher nicht mehr in Bayern, wird ersetzt durch RE 96 und RB 92 |
| Aulendorfer Kreuz (Netz 16 BW)                                     | DB Regio Baden-Württemberg                                  | auslaufend                                                          | RB 96                  | entfällt, wird ersetzt durch RE 96 und RB 92 |
| Aulendorfer Kreuz (Netz 16 BW)                                     | DB Regio Baden-Württemberg                                  | DB 425                                                              | RB 93                  | Lindau-Insel – Friedrichshafen Stadt |
| Südbahn (Netz 2 BW)                                                | DB Regio Baden-Württemberg                                  | durchgehende Bespannung mit DB 146                                  | RE 5 (BW)              | Linienverlauf im Raum Lindau: – Lindau-Reutin |
| S-Bahn St. Gallen                                                  | Thurbo in Kooperation mit den Österreichischen Bundesbahnen | RABe 526                                                            | REX                    | neue Linie an Wochenenden im Zweistundentakt: Lindau-Reutin – Bregenz – St. Margrethen, Durchbindung auf die Linie der Linie S7 – Rorschach – Romanshorn – Weinfelden der S-Bahn St. Gallen, Taktlage um eine Stunde versetzt zur EC-Linie 88 |
| Werdenfels                                                         | DB Regio Bayern                                             | Bestand                                                             | RB 60                  | Umbenennung im Abschnitt Ehrwald Zugspitzbahn–Vils von RB 60 in S7, Verlängerung nach Pfronten-Steinach, ersetzt Schienenersatzverkehr |
| Werdenfels                                                         | DB Regio Bayern                                             | Bestand                                                             | S7 (Tirol)             | Umbenennung im Abschnitt Ehrwald Zugspitzbahn–Vils von RB 60 in S7, Verlängerung nach Pfronten-Steinach, ersetzt Schienenersatzverkehr |
| E-Netz Mainfranken neuer Verkehrsdurchführungsvertrag              | DB Regio Bayern                                             | modernisierte DB-Baureihe 440                                       | RE 10                  | Nürnberg – Kitzingen – Würzburg |
| E-Netz Mainfranken neuer Verkehrsdurchführungsvertrag              | DB Regio Bayern                                             | modernisierte DB-Baureihe 440                                       | RB 53                  | Bamberg – Würzburg – Jossa – Schlüchtern |
| E-Netz Mainfranken neuer Verkehrsdurchführungsvertrag              | DB Regio Bayern                                             | modernisierte DB-Baureihe 440                                       | RB 79                  | Kitzingen – Würzburg – Aschaffenburg |
| E-Netz Mainfranken neuer Verkehrsdurchführungsvertrag              | DB Regio Bayern                                             | modernisierte DB-Baureihe 440                                       | RB 80 (nur Verstärker) | Würzburg – Marktbreit |
| E-Netz Mainfranken neuer Verkehrsdurchführungsvertrag              | DB Regio Bayern                                             | modernisierte DB-Baureihe 440                                       | RB 85                  | Würzburg – Lauda – Osterburken |
| S-Bahn Nürnberg - Linie S6                                         | DB Regio Bayern                                             | DB 425                                                              | S6                     | neue Linie im Stundentakt: Nürnberg Hbf – Neustadt (Aisch) Bahnhof, ersetzt RB 10 |
| RB-Züge Würzburg                                                   | DB Regio Bayern                                             | auslaufend                                                          | RB 10                  | entfällt, wird ersetzt durch S6 |
| München – Passau Übergang (MPÜ) neuer Verkehrsdurchführungsvertrag | DB Regio AG                                                 | DB 146.2 + Doppelstockwagen, 2 DB 111 (Sandwich) + Doppelstockwagen | RE 3                   | München – Passau |
| München – Passau Übergang (MPÜ) neuer Verkehrsdurchführungsvertrag | DB Regio AG                                                 | DB 146.2 + Doppelstockwagen, 2 DB 111 (Sandwich) + Doppelstockwagen | RB 33                  | (München –) Freising – Landshut (teilweise; komplette Übernahme ab 12/2024, siehe Netz Donau-Isar) |
| Neigetechnik Thüringen (HOFZÜ) neuer Verkehrsdurchführungsvertrag  | DB Regio AG                                                 | Bestand                                                             | RE 7                   | Würzburg – Erfurt |
| Neigetechnik Thüringen (HOFZÜ) neuer Verkehrsdurchführungsvertrag  | DB Regio AG                                                 | Bestand                                                             | RE 57                  | Würzburg – Bad Kissingen |
| Netz Chiemgau-Berchtesgaden neuer Verkehrsdurchführungsvertrag     | Bayerische Oberlandbahn (BRB Berchtesgaden-Ruhpolding)      | Bestand                                                             | S3                     | (Golling-Abtenau – Salzburg –) Freilassing – Bad Reichenhall (in Kooperation mit ÖBB) |
| Netz Chiemgau-Berchtesgaden neuer Verkehrsdurchführungsvertrag     | Bayerische Oberlandbahn (BRB Berchtesgaden-Ruhpolding)      | Bestand                                                             | S4                     | Freilassing – Bad Reichenhall – Berchtesgaden |

### Juni 2022
| Netz                                | EVU           | Fahrzeugeinsatz | Linien | Änderungen                                                                         |
| ----------------------------------- | ------------- | --------------- | ------ | ---------------------------------------------------------------------------------- |
| Expresslinie (Gera–) Zeulenroda–Hof | Erfurter Bahn | Bestand         | RB 13  | Erweiterung der bestehenden Relation Gera – Zeulenroda auf Gera – Zeulenroda – Hof |

### Dezember 2022
| Netz                        | EVU                                                    | Fahrzeugeinsatz                           | Linien   | Änderungen                                                   |
| --------------------------- | ------------------------------------------------------ | ----------------------------------------- | -------- | ------------------------------------------------------------ |
| Regionalzüge Ostbayern      | Die Länderbahn                                         | Bestand                                   | RB 36    | Verdichtung auf Stundentakt                                  |
| Netz Regensburg/Donautal    | Agilis Eisenbahngesellschaft                           | Alstom Coradia Continental (Baureihe 440) | RB 15    | Ulm – Ingolstadt                                             |
| Netz Regensburg/Donautal    | Agilis Eisenbahngesellschaft                           | Alstom Coradia Continental (Baureihe 440) | RB 17    | Ingolstadt Nord – Regensburg – Plattling                     |
| Netz Regensburg/Donautal    | Agilis Eisenbahngesellschaft                           | Alstom Coradia Continental (Baureihe 440) | RE 18    | Ulm – Regensburg                                             |
| Netz Regensburg/Donautal    | Agilis Eisenbahngesellschaft                           | Alstom Coradia Continental (Baureihe 440) | RB 51    | Neumarkt (Oberpf) – Regensburg                               |
| Augsburger Netze – Los 1    | Arverio Bayern                                         | Siemens Mireo, Siemens Desiro HC          | RE 80    | München – Augsburg – Donauwörth – Treuchtlingen – Würzburg   |
| Augsburger Netze – Los 1    | Arverio Bayern                                         | Siemens Mireo, Siemens Desiro HC          | RE 9     | München – Augsburg – Dinkelscherben – Ulm                    |
| Augsburger Netze – Los 1    | Arverio Bayern                                         | Siemens Mireo, Siemens Desiro HC          | RE/RB 89 | (München – Augsburg –) Donauwörth – Nördlingen – Aalen       |
| Augsburger Netze – Los 1    | Arverio Bayern                                         | Siemens Mireo, Siemens Desiro HC          | RB 86    | München – Augsburg – Dinkelscherben                          |
| Augsburger Netze – Los 1    | Arverio Bayern                                         | Siemens Mireo, Siemens Desiro HC          | RB 87    | München – Augsburg – Donauwörth                              |
| Augsburger Netze – Los 2    | Bayerische Regiobahn (BRB Ammersee-Altmühltal)         | Lint 41 (modernisiert)                    | RB 13    | Augsburg – Ingolstadt                                        |
| Augsburger Netze – Los 2    | Bayerische Regiobahn (BRB Ammersee-Altmühltal)         | Lint 41 (modernisiert)                    | RB 14    | (Ingolstadt –) Eichstätt Bf – Eichstätt Stadt                |
| Augsburger Netze – Los 2    | Bayerische Regiobahn (BRB Ammersee-Altmühltal)         | Lint 41 (modernisiert)                    | RB 67    | Gessertshausen – Augsburg – Geltendorf – Weilheim – Schongau |
| Netz Chiemgau-Berchtesgaden | Bayerische Oberlandbahn (BRB Berchtesgaden-Ruhpolding) | Stadler Flirt 3 (dreiteilig)              | RB 53    | Traunstein – Ruhpolding                                      |
| Ringzug West/NBS            | DB Regio Bayern                                        | Bestand                                   | RE 1     | Verdichtung auf Stundentakt an Wochenenden                   |
| IR25-Nord Interimsvertrag   | Die Länderbahn                                         | Bestand                                   | RE 2     | München – Hof                                                |
| IR25-Nord Interimsvertrag   | Die Länderbahn                                         | Bestand                                   | RE 25    | München – Praha                                              |

### Dezember 2023
| Netz                                                    | EVU                         | Fahrzeugeinsatz             | Linien | Änderungen                                                                   |
| ------------------------------------------------------- | --------------------------- | --------------------------- | ------ | ---------------------------------------------------------------------------- |
| Expressverkehr Ostbayern Übergang (EVOÜ)                | Los 1: DB Regio AG          | Doppelstockwagen            | RE 2   | München – Hof                                                                |
| Expressverkehr Ostbayern Übergang (EVOÜ)                | Los 2: Die Länderbahn       | Bestand                     | RE 25  | München – Praha                                                              |
| München – Passau Übergang (MPÜ)                         | DB Regio AG                 | Bestand                     | RE 22  | Regensburg – Flughafen München (Integration in bestehenden Verkehrsvertrag)  |
| Expressverkehr Nordostbayern (EVNO)                     | DB Regio AG                 | Bestand                     | RE 30  | Nürnberg – Bayreuth – Hof                                                    |
| Expressverkehr Nordostbayern (EVNO)                     | DB Regio AG                 | Bestand                     | RE 31  | Nürnberg – Marktredwitz – Hof                                                |
| Expressverkehr Nordostbayern (EVNO)                     | DB Regio AG                 | Bestand                     | RE 32  | Bayreuth – Bamberg – Coburg                                                  |
| Expressverkehr Nordostbayern (EVNO)                     | DB Regio AG                 | Bestand                     | RE 33  | Marktredwitz – Cheb                                                          |
| Expressverkehr Nordostbayern (EVNO)                     | DB Regio AG                 | Bestand                     | RE 35  | Hof – Bamberg                                                                |
| Expressverkehr Nordostbayern (EVNO)                     | DB Regio AG                 | Bestand                     | RE 38  | Bamberg – Bayreuth                                                           |
| Expressverkehr Nordostbayern (EVNO)                     | DB Regio AG                 | Bestand                     | RE 40  | Nürnberg – Schwandorf – Regensburg                                           |
| Expressverkehr Nordostbayern (EVNO)                     | DB Regio AG                 | Bestand                     | RE 41  | Nürnberg – Neustadt (Waldnaab)                                               |
| Regionalzüge Ostbayern Übergang (RZOBÜ)                 | Die Länderbahn              | Bestand                     | RB 23  | Regensburg – Marktredwitz                                                    |
| Regionalzüge Ostbayern Übergang (RZOBÜ)                 | Die Länderbahn              | Bestand                     | RB 27  | Schwandorf – Furth (– Domazlice)                                             |
| Regionalzüge Ostbayern Übergang (RZOBÜ)                 | Die Länderbahn              | Bestand                     | RB 28  | Cham – Lam                                                                   |
| Regionalzüge Ostbayern Übergang (RZOBÜ)                 | Die Länderbahn              | Bestand                     | RB 29  | Cham – Waldmünchen                                                           |
| Regionalzüge Ostbayern Übergang (RZOBÜ)                 | Die Länderbahn              | Bestand                     | RB 35  | Plattling – Bayerisch Eisenstein (– Klatovy)                                 |
| Regionalzüge Ostbayern Übergang (RZOBÜ)                 | Die Länderbahn              | Bestand                     | RB 36  | Zwiesel – Grafenau                                                           |
| Regionalzüge Ostbayern Übergang (RZOBÜ)                 | Die Länderbahn              | Bestand                     | RB 37  | Zwiesel – Bodenmais                                                          |
| Regionalverkehr Oberfranken                             | Agilis Verkehrsgesellschaft | Bestand                     | RB 18  | Bad Rodach – Coburg (– Lichtenfels)                                          |
| Regionalverkehr Oberfranken                             | Agilis Verkehrsgesellschaft | Bestand                     | RB 22  | Forchheim – Ebermannstadt                                                    |
| Regionalverkehr Oberfranken                             | Agilis Verkehrsgesellschaft | Bestand                     | RB 24  | Lichtenfels – Bayreuth                                                       |
| Regionalverkehr Oberfranken                             | Agilis Verkehrsgesellschaft | Bestand                     | RB 26  | Bamberg – Ebern                                                              |
| Regionalverkehr Oberfranken                             | Agilis Verkehrsgesellschaft | Bestand                     | RB 34  | Weidenberg – Bayreuth – Weiden                                               |
| Regionalverkehr Oberfranken                             | Agilis Verkehrsgesellschaft | Bestand                     | RB 95  | Hof – Asch – Cheb – Marktredwitz                                             |
| Regionalverkehr Oberfranken                             | Agilis Verkehrsgesellschaft | Bestand                     | RB 96  | (Hof-Neuhof –) Hof – Selb Stadt                                              |
| Regionalverkehr Oberfranken                             | Agilis Verkehrsgesellschaft | Bestand                     | RB 97  | Bayreuth – Marktredwitz – Bad Steben                                         |
| Regionalverkehr Oberfranken                             | Agilis Verkehrsgesellschaft | Bestand                     | RB 98  | (Hof –) Münchberg – Helmbrechts                                              |
| Regionalverkehr Oberfranken                             | Agilis Verkehrsgesellschaft | Bestand                     | RB 99  | Neuenmarkt-Wirsberg – Hof – Hof-Neuhof                                       |
| Franken-Südthüringen neuer Verkehrsdurchführungsvertrag | DB Regio Bayern             | 4-teilige Siemens Desiro HC | RE 14  | Verdichtung auf Stundentakt, ersetzt RE 42 und RE 49                         |
| Franken-Südthüringen neuer Verkehrsdurchführungsvertrag | DB Regio Bayern             | 4-teilige Siemens Desiro HC | RE 20  | Nürnberg – Bamberg – Würzburg                                                |
| Franken-Südthüringen neuer Verkehrsdurchführungsvertrag | DB Regio Bayern             | 4-teilige Siemens Desiro HC | RB 25  | Verdichtung auf Stundentakt                                                  |
| Franken-Südthüringen neuer Verkehrsdurchführungsvertrag | DB Regio Bayern             | 4-teilige Siemens Desiro HC | RE28   | neue Linie Lichtenfels – Coburg ( – Sonneberg) im Stundentakt, ersetzt RE 49 |
| E-Netz Franken                                          | DB Regio Bayern             | auslaufend                  | RE 42  | entfällt, wird ersetzt durch RE 14                                           |
| E-Netz Franken                                          | DB Regio Bayern             | auslaufend                  | RE 49  | entfällt; wird ersetzt durch RE 14 und RB Lichtenfels–Sonneberg              |
| S-Bahn Nürnberg                                         | DB Regio Bayern             | Bestand                     | S1     | Neumarkt (Oberpfalz) - Nürnberg - Bamberg                                    |
| S-Bahn Nürnberg                                         | DB Regio Bayern             | Bestand                     | S2     | Roth - Nürnberg - Hartmannshof                                               |
| S-Bahn Nürnberg                                         | DB Regio Bayern             | Bestand                     | S3     | Nürnberg - Feucht - Altdorf                                                  |

### Juni 2024
| Netz                 | EVU             | Fahrzeugeinsatz             | Linien | Änderungen                                                                            |
| -------------------- | --------------- | --------------------------- | ------ | ------------------------------------------------------------------------------------- |
| Franken-Südthüringen | DB Regio Bayern | 6-teilige Siemens Desiro HC | RE 19  | Verdichtung auf Stundentakt mit fünf Taktlücken                                       |
| Franken-Südthüringen | DB Regio Bayern | 6-teilige Siemens Desiro HC | RE 29  | neue Linie Nürnberg – Fürth – Erlangen – Bamberg – Coburg – Erfurt mit fünf Zugpaaren |

### Dezember 2024
| Netz                       | EVU                                            | Fahrzeugeinsatz                                                                                 | Linien | Änderungen |
| -------------------------- | ---------------------------------------------- | ----------------------------------------------------------------------------------------------- | ------ | --- |
| Linienstern Mühldorf 2025+ | DB Regio Netz Verkehrs GmbH (Südostbayernbahn) | Bestand                                                                                         | RE 4   | München – Mühldorf – Simbach |
| Linienstern Mühldorf 2025+ | DB Regio Netz Verkehrs GmbH (Südostbayernbahn) | Bestand                                                                                         | RB 32  | Bogen – Neufahrn |
| Linienstern Mühldorf 2025+ | DB Regio Netz Verkehrs GmbH (Südostbayernbahn) | Bestand                                                                                         | RB 40  | München – Mühldorf |
| Linienstern Mühldorf 2025+ | DB Regio Netz Verkehrs GmbH (Südostbayernbahn) | Bestand                                                                                         | RB 48  | München – Grafing – Wasserburg |
| Linienstern Mühldorf 2025+ | DB Regio Netz Verkehrs GmbH (Südostbayernbahn) | Bestand                                                                                         | RB 42  | Mühldorf – Burghausen |
| Linienstern Mühldorf 2025+ | DB Regio Netz Verkehrs GmbH (Südostbayernbahn) | Vorerst Bestand; schrittweise Ablösung durch barrierefreie Gebrauchtfahrzeuge mit Dieselantrieb | RB 46  | Mühldorf – Passau |
| Linienstern Mühldorf 2025+ | DB Regio Netz Verkehrs GmbH (Südostbayernbahn) | Vorerst Bestand; schrittweise Ablösung durch barrierefreie Gebrauchtfahrzeuge mit Dieselantrieb | RB 41  | Mühldorf – Simbach |
| Linienstern Mühldorf 2025+ | DB Regio Netz Verkehrs GmbH (Südostbayernbahn) | Vorerst Bestand; schrittweise Ablösung durch barrierefreie Gebrauchtfahrzeuge mit Dieselantrieb | RB 44  | Rosenheim – Mühldorf – Landshut |
| Linienstern Mühldorf 2025+ | DB Regio Netz Verkehrs GmbH (Südostbayernbahn) | Vorerst Bestand; schrittweise Ablösung durch barrierefreie Gebrauchtfahrzeuge mit Dieselantrieb | RB 45  | Salzburg – Mühldorf – Landshut |
| Linienstern Mühldorf 2025+ | DB Regio Netz Verkehrs GmbH (Südostbayernbahn) | Vorerst Bestand; schrittweise Ablösung durch barrierefreie Gebrauchtfahrzeuge mit Dieselantrieb | RB 47  | Mühldorf – Traunstein |
| Linienstern Mühldorf 2025+ | DB Regio Netz Verkehrs GmbH (Südostbayernbahn) | Vorerst Bestand; schrittweise Ablösung durch barrierefreie Gebrauchtfahrzeuge mit Dieselantrieb | RB 49  | Traunstein – Traunreut |
| Linienstern Mühldorf 2025+ | DB Regio Netz Verkehrs GmbH (Südostbayernbahn) | Vorerst Bestand; schrittweise Ablösung durch barrierefreie Gebrauchtfahrzeuge mit Dieselantrieb | RB 52  | Prien – Aschau |
| Linienstern Mühldorf 2025+ | DB Regio Netz Verkehrs GmbH (Südostbayernbahn) | Vorerst Bestand; schrittweise Ablösung durch barrierefreie Gebrauchtfahrzeuge mit Dieselantrieb | RB 59  | Traunstein – Waging |
| Ostthüringennetz           | Erfurter Bahn                                  | Bestand                                                                                         | RB 13  | Hof – Zeulenroda – Gera ( – Leipzig) |
| Netz Regensburg/Donautal   | Agilis Eisenbahngesellschaft                   | Bestand                                                                                         | RB 17  | Verlängerung von Ingolstadt Nord nach Gaimersheim |
| Netz Regensburg/Donautal   | Agilis Eisenbahngesellschaft                   | Siemens Mireo                                                                                   | RE 50  | Betreiberwechsel; zweistündlich Verlängerung nach Plattling; zweistündlich als RE 22 weiter nach München Flughafen |
| Netz Regensburg/Donautal   | Agilis Eisenbahngesellschaft                   | Siemens Mireo                                                                                   | RB 51  | Neumarkt (Oberpf) – Regensburg |
| Donau-Isar                 | DB Regio AG                                    | Siemens Desiro HC                                                                               | RE 3   | München Hbf – Landshut Hbf – Plattling – Passau Hbf |
| Donau-Isar                 | DB Regio AG                                    | Siemens Desiro HC                                                                               | RB 33  | (München Hbf –) Freising – Moosburg – Landshut Hbf |
| Donau-Isar                 | DB Regio AG                                    | Siemens Mireo                                                                                   | RE 22  | (Schwaigerloh –) München Flughafen Terminal – Freising – Landshut Hbf – Regensburg Hbf (– Nürnberg Hbf ) |
| Dieselnetz Nürnberg        | DB Regio AG                                    | Bestand                                                                                         | RB 62  | Pleinfeld – Gunzenhausen – Wassertrüdingen (Reaktivierung) |
| S-Bahn München             | DB Regio AG                                    | Bestand                                                                                         | S7     | Verkürzung auf den Abschnitt Wolfratshausen – München Hbf Gl. 27-36 (ohne Halt an der Hackerbrücke) |
| S-Bahn München             | DB Regio AG                                    | Bestand                                                                                         | S5     | (Weßling – Germering-Unterpfaffenhofen –) München-Pasing – Stammstrecke – München Ost – Kreuzstraße neue Linie, ersetzt die S7 zwischen München Donnersbergerbrücke und Kreuzstraße sowie im Berufsverkehr die Taktverstärker der S8 zwischen München-Pasing und Germering-Unterpfaffenhofen (– Weßling) |

## Zukünftige Änderungen
Die folgenden Abschnitte zeigen beschlossene Änderungen zu zukünftigen Fahrplanwechseln:

### Dezember 2025
| Netz                                        | EVU                        | Fahrzeugeinsatz | Linien     | Änderungen                                                                          |
| ------------------------------------------- | -------------------------- | --------------- | ---------- | ----------------------------------------------------------------------------------- |
| Werdenfels Übergang                         | DB Regio                   | Bestand         | RB 6 / S6  | München – Mittenwald – Innsbruck                                                    |
| Werdenfels Übergang                         | DB Regio                   | Bestand         | RB 60 / S7 | Garmisch-Partenkirchen – Lermoos – Pfronten-Steinach                                |
| Werdenfels Übergang                         | DB Regio                   | Bestand         | RE 61      | München – Mittenwald                                                                |
| Werdenfels Übergang                         | DB Regio                   | Bestand         | RE 62      | München – Lermoos                                                                   |
| Werdenfels Übergang                         | DB Regio                   | Bestand         | RB 63      | Murnau – Oberammergau                                                               |
| Werdenfels Übergang                         | DB Regio                   | Bestand         | RB 65      | München – Weilheim                                                                  |
| Werdenfels Übergang                         | DB Regio                   | Bestand         | RB 66      | München – Kochel                                                                    |
| Linienstern Mühldorf 2025+                  | Südostbayernbahn           | SEV             | RB 48      | Nach Elektrifizierung der Strecke bis Wasserburg Ersatz durch S-Bahn (vsl. 12/2025) |
| Regionalverkehr Ostbayern – Los 1 Oberpfalz | Die Länderbahn             | Bestand         | RB 23      | Regensburg – Schwandorf – Weiden – Neustadt a.d.Waldnaab / Marktredwitz             |
| Regionalverkehr Ostbayern – Los 1 Oberpfalz | Die Länderbahn             | Bestand         | RB 27      | (Weiden –) Schwandorf – Cham – Furth (– Domazlice)                                  |
| Regionalverkehr Ostbayern – Los 1 Oberpfalz | Die Länderbahn             | Bestand         | RB 28      | Cham – Bad Kötzting – Lam                                                           |
| Regionalverkehr Ostbayern – Los 1 Oberpfalz | Die Länderbahn             | Bestand         | RB 29      | Cham – Waldmünchen                                                                  |
| Regionalverkehr Ostbayern – Los 2 Bayerwald | Die Länderbahn             | Bestand         | RB 35      | Plattling – Deggendorf – Zwiesel – Bayerisch Eisenstein (– Klatovy)                 |
| Regionalverkehr Ostbayern – Los 2 Bayerwald | Die Länderbahn             | Bestand         | RB 36      | Zwiesel – Grafenau                                                                  |
| Regionalverkehr Ostbayern – Los 2 Bayerwald | Die Länderbahn             | Bestand         | RB 37      | Zwiesel – Bodenmais                                                                 |
| Regionalverkehr Ostbayern – Los 2 Bayerwald | Die Länderbahn             | Bestand         | RB 38      | Gotteszell – Viechtach (Eventualposition)                                           |
| Stuttgarter Netze (Netz 1) – Los 3          | Arverio Baden-Württemberg  | vsl. Bestand    | RE 8       | Potentielle Anpassung im Zuge von Stuttgart 21                                      |
| Stuttgart – Ulm – Bodensee (Netz 2)         | DB Regio Baden-Württemberg | vsl. Bestand    | RE 5       | Anpassung im Zuge von Stuttgart 21                                                  |
| Stuttgart – Nürnberg (Netz 3a)              | Arverio Baden-Württemberg  | vsl. Bestand    | RE 90      | Potentielle Anpassung im Zuge von Stuttgart 21                                      |

### Dezember 2026
| Netz                                 | EVU                     | Fahrzeugeinsatz              | Linien | Änderungen                                                |
| ------------------------------------ | ----------------------- | ---------------------------- | ------ | --------------------------------------------------------- |
| 1. Münchner S-Bahn-Vertrag           | DB Regio AG             | Baureihe 423                 | S6     | Verlängerung nach Wasserburg am Inn durch Übernahme RB 48 |
| Linienstern Mühldorf 2025+           | Südostbayernbahn        | Siemens Mireo Plus H         | RB 42  | Einsatz von Neufahrzeugen mit Wasserstoffantrieb          |
| Oberland 2027+                       | Bayerische Oberlandbahn | Bestand bis Elektrifizierung | RB 55  | München – Bayrischzell                                    |
| Oberland 2027+                       | Bayerische Oberlandbahn | Bestand bis Elektrifizierung | RB 56  | München – Lenggries                                       |
| Oberland 2027+                       | Bayerische Oberlandbahn | Bestand bis Elektrifizierung | RB 57  | München – Tegernsee                                       |
| Stuttgart-Bodensee (Netz 35 - Los 1) | Vergabeverfahren läuft  | vsl. Alstom Coradia Max      | IRE 1  | Karlsruhe – Stuttgart – Ulm – Friedrichshafen – Lindau    |
| Stuttgart-Bodensee (Netz 35 - Los 3) | vsl. DB Regio Stuttgart | vsl. Bombardier Talent 2     | RB 93  | Aulendorf – Friedrichshafen – Lindau                      |

### Dezember 2027
| Netz                                                    | EVU                      | Fahrzeugeinsatz           | Linien    | Änderungen                                           |
| ------------------------------------------------------- | ------------------------ | ------------------------- | --------- | ---------------------------------------------------- |
| Werdenfels 2028+                                        | DB Regio                 | Bestand Siemens Desiro HC | RB 6 / S6 | München – Mittenwald – Innsbruck                     |
| Werdenfels 2028+                                        | DB Regio                 | Bestand Siemens Desiro HC | S7        | Garmisch-Partenkirchen – Lermoos – Pfronten-Steinach |
| Werdenfels 2028+                                        | DB Regio                 | Bestand Siemens Desiro HC | RE 61     | München – Mittenwald                                 |
| Werdenfels 2028+                                        | DB Regio                 | Bestand Siemens Desiro HC | RE 62     | München – Lermoos                                    |
| Werdenfels 2028+                                        | DB Regio                 | Bestand Siemens Desiro HC | RB 63     | Murnau – Oberammergau                                |
| Werdenfels 2028+                                        | DB Regio                 | Bestand Siemens Desiro HC | RB 65     | München – Weilheim (– Murnau)                        |
| Werdenfels 2028+                                        | DB Regio                 | Bestand Siemens Desiro HC | RB 66     | München – Kochel                                     |
| Vogtlandnetz Interimsvertrag (Federführung ZVV Sachsen) | Vergabeverfahren geplant | vsl. Bestand              | RB 2      | Hof – Zwickau                                        |
| Augsburger Netze - Los 2                                | Bayerische Regiobahn     | vsl. Bestand              | RB 83     | Gessertshausen – Langenneufnach (Reaktivierung)      |

### Dezember 2028
| Netz                                                    | EVU                                | Fahrzeugeinsatz   | Linien   | Änderungen                                                                                    |
| ------------------------------------------------------- | ---------------------------------- | ----------------- | -------- | --------------------------------------------------------------------------------------------- |
| Expressverkehr Ostbayern                                | offen, Vergabeverfahren aufgehoben | offen             | RE 2     | München – Hof                                                                                 |
| RE/Ex 36 München – Praha Übergang                       | Vergabeverfahren geplant           | offen             | RE/Ex 36 | München – Praha                                                                               |
| Isar-Noris-Altmühl (INA)                                | DB Regio                           | Siemens Desiro HC | RE 1     | Verdichtung auf durchgehenden Stundentakt                                                     |
| Südthüringen-Unterfranken (Federführung TLBV Thüringen) | Vergabeverfahren geplant           | unsicher          | RE 7     | Würzburg – Erfurt                                                                             |
| Südthüringen-Unterfranken (Federführung TLBV Thüringen) | Vergabeverfahren geplant           | unsicher          | RB 40    | Schweinfurt – Meiningen                                                                       |
| Südthüringen-Unterfranken (Federführung TLBV Thüringen) | Vergabeverfahren geplant           | unsicher          | RB 50    | Schweinfurt – Bad Kissingen – Gemünden                                                        |
| Südthüringen-Unterfranken (Federführung TLBV Thüringen) | Vergabeverfahren geplant           | unsicher          | RB 57    | Würzburg – Bad Kissingen                                                                      |
| Südthüringen-Unterfranken (Federführung TLBV Thüringen) | Vergabeverfahren geplant           | offen             | S 6      | Würzburg – Seligenstadt – Volkach-Astheim (neue Linie) (und weitere Linien außerhalb Bayerns) |
| E-Netz Rosenheim Übergang                               | vsl. Bayerische Oberlandbahn       | Bestand           | RE 5     | München – Salzburg                                                                            |
| E-Netz Rosenheim Übergang                               | vsl. Bayerische Oberlandbahn       | Bestand           | RB 54    | München – Kufstein                                                                            |
| E-Netz Rosenheim Übergang                               | vsl. Bayerische Oberlandbahn       | Bestand           | RB 58    | München – Holzkirchen – Rosenheim                                                             |

### Dezember 2029
| Netz | EVU                        | Fahrzeugeinsatz                                                               | Linien   | Änderungen                                                |
| --- | -------------------------- | ----------------------------------------------------------------------------- | -------- | --------------------------------------------------------- |
| Isar-Noris-Altmühl (INA) | DB Regio                   | Bombardier Twindexx Vario (445) (Sandwich) + 2 oder 4 Doppelstock-Mittelwagen | RE 60    | Augsburg – Nürnberg (heutige RE-Linie 16)                 |
| Isar-Noris-Altmühl (INA) | DB Regio                   | Bombardier Twindexx Vario (445) (Sandwich) + 2 oder 4 Doppelstock-Mittelwagen | RB 16    | München – Eichstätt – Nürnberg                            |
| Regionalverkehr Mainfranken – Los 1 Express-Verkehr (RVMF1) Verschmelzung des Netz Main-Spessart mit Teilen des Netz Mainfranken | Vergabeverfahren gestartet | unsicher                                                                      | RE 10    | Würzburg – Neustadt/Aisch – Nürnberg                      |
| Regionalverkehr Mainfranken – Los 1 Express-Verkehr (RVMF1) Verschmelzung des Netz Main-Spessart mit Teilen des Netz Mainfranken | Vergabeverfahren gestartet | unsicher                                                                      | RE 54    | Frankfurt – Maintal – Würzburg – Bamberg                  |
| Regionalverkehr Mainfranken – Los 1 Express-Verkehr (RVMF1) Verschmelzung des Netz Main-Spessart mit Teilen des Netz Mainfranken | Vergabeverfahren gestartet | unsicher                                                                      | RE 55    | Frankfurt – Offenbach – Würzburg                          |
| Regionalverkehr Mainfranken – Los 2 Regio-S-Bahn (RVMF2) Rest des Netz Mainfranken; Regio-S-Bahn Mainfranken                     | Vergabeverfahren gestartet | unsicher                                                                      | RS 1     | Marktbreit – Würzburg – Gemünden – Jossa – Flieden        |
| Regionalverkehr Mainfranken – Los 2 Regio-S-Bahn (RVMF2) Rest des Netz Mainfranken; Regio-S-Bahn Mainfranken                     | Vergabeverfahren gestartet | unsicher                                                                      | RS 11    | Würzburg – Gemünden (HVZ-Verstärker)                      |
| Regionalverkehr Mainfranken – Los 2 Regio-S-Bahn (RVMF2) Rest des Netz Mainfranken; Regio-S-Bahn Mainfranken                     | Vergabeverfahren gestartet | unsicher                                                                      | RS 2     | Würzburg – Schweinfurt – Bamberg                          |
| Regionalverkehr Mainfranken – Los 2 Regio-S-Bahn (RVMF2) Rest des Netz Mainfranken; Regio-S-Bahn Mainfranken                     | Vergabeverfahren gestartet | unsicher                                                                      | RS 4     | Würzburg – Kitzingen (HVZ-Verstärker)                     |
| Regionalverkehr Mainfranken – Los 2 Regio-S-Bahn (RVMF2) Rest des Netz Mainfranken; Regio-S-Bahn Mainfranken                     | Vergabeverfahren gestartet | unsicher                                                                      | RB 79    | Aschaffenburg – Gemünden (HVZ-Verstärker)                 |
| Vorortverkehr München – Buchloe 2030+ (VVMB)                                                                                     | Vergabeverfahren geplant   | unsicher                                                                      | RB 74    | München – Buchloe                                         |
| Vogtlandnetz (Federführung ZVV Sachsen)                                                                                          | Vergabeverfahren läuft     | unsicher                                                                      | RB 2     | Hof – Zwickau                                             |
| Rosenheimer Kreuz (ROX) | Bayerische Oberlandbahn    | Bestand                                                                       | RE 5     | München – Salzburg                                        |
| Rosenheimer Kreuz (ROX) | Bayerische Oberlandbahn    | Bestand                                                                       | RB 54    | München – Kufstein                                        |
| Rosenheimer Kreuz (ROX) | Bayerische Oberlandbahn    | Bestand                                                                       | RB 58    | München – Holzkirchen – Rosenheim                         |
| Neigetechnik Allgäu (NTA) | Vergabeverfahren läuft     | Bestand Beistellung der Neufahrzeuge bei Verfügbarkeit                        | RE 7/17  | (Nürnberg –) Augsburg – Lindau/Oberstdorf                 |
| Neigetechnik Allgäu (NTA) | Vergabeverfahren läuft     | Bestand Beistellung der Neufahrzeuge bei Verfügbarkeit                        | RE 70/76 | München – Lindau/Oberstdorf                               |
| Neigetechnik Allgäu (NTA) | Vergabeverfahren läuft     | Bestand Beistellung der Neufahrzeuge bei Verfügbarkeit                        | RE 71/73 | Augsburg – Memmingen/Bad Wörishofen (nur Betriebsstufe 1) |
| Neigetechnik Allgäu (NTA) | Vergabeverfahren läuft     | Bestand Beistellung der Neufahrzeuge bei Verfügbarkeit                        | RE 79    | Augsburg – Kempten (nur Betriebsstufe 2)                  |
| D-Netz Allgäu Übergang (DNALÜ)                                                                                                   | Vergabeverfahren geplant   | Beistellung (vsl. Bestand)                                                    | RB 73    | Kempten – Pfronten                                        |
| D-Netz Allgäu Übergang (DNALÜ)                                                                                                   | Vergabeverfahren geplant   | Beistellung (vsl. Bestand)                                                    | RE 75    | Ulm – Oberstdorf                                          |
| D-Netz Allgäu Übergang (DNALÜ)                                                                                                   | Vergabeverfahren geplant   | Beistellung (vsl. Bestand)                                                    | RE 79    | Augsburg – Kempten                                        |
| D-Netz Allgäu Übergang (DNALÜ)                                                                                                   | Vergabeverfahren geplant   | Beistellung (vsl. Bestand)                                                    | RB 94    | Kempten – Hergatz                                         |

### Dezember 2030
| Netz                                                 | EVU                      | Fahrzeugeinsatz            | Linien | Änderungen                  |
| ---------------------------------------------------- | ------------------------ | -------------------------- | ------ | --------------------------- |
| Kahlgrundbahn Übergang (KGBÜ)                        | Vergabeverfahren geplant | unsicher                   | RB 56  | Hanau – Schöllkrippen       |
| S-Bahn Nürnberg 2031+ Los 1 (SBN1)                   | Vergabeverfahren geplant | unsicher                   | S1     | Bamberg – Hartmannshof      |
| S-Bahn Nürnberg 2031+ Los 1 (SBN1)                   | Vergabeverfahren geplant | unsicher                   | S2     | Roth – Neumarkt (Oberpf)    |
| S-Bahn Nürnberg 2031+ Los 1 (SBN1)                   | Vergabeverfahren geplant | unsicher                   | S6     | Markt Bibart – Nürnberg     |
| S-Bahn Nürnberg 2031+ Los 2 (SBN2)                   | Vergabeverfahren geplant | Beistellung (vsl. Bestand) | S3     | Nürnberg – Altdorf          |
| S-Bahn Nürnberg 2031+ Los 2 (SBN2)                   | Vergabeverfahren geplant | Beistellung (vsl. Bestand) | S4     | Nürnberg – Crailsheim       |
| S-Bahn Nürnberg 2031+ Los 2 (SBN2)                   | Vergabeverfahren geplant | Beistellung (vsl. Bestand) | S5     | Nürnberg – Allersberg       |
| Regionalverkehr Lech-Allgäu (RVLA)                   | Vergabeverfahren geplant | vsl. Beistellung           | RB 68  | München – Füssen            |
| Regionalverkehr Lech-Allgäu (RVLA)                   | Vergabeverfahren geplant | vsl. Beistellung           | RB 69  | Augsburg – Landsberg (Lech) |
| Regionalverkehr Lech-Allgäu (RVLA)                   | Vergabeverfahren geplant | vsl. Beistellung           | RB 77  | Augsburg – Füssen           |
| E-Netz Mittelsachsen III (Federführung ZVMS Sachsen) | Vergabeverfahren geplant | unsicher                   | RE 3   | Hof – Dresden               |

### Januar 2031
| Netz                     | EVU                      | Linien | Änderungen                                       |
| ------------------------ | ------------------------ | ------ | ------------------------------------------------ |
| Zugspitzbahn 2031+ (ZSB) | Vergabeverfahren geplant | RB 64  | Garmisch-Partenkirchen – Grainau – Zugspitzplatt |

### Juni 2031
| Netz                                     | EVU                      | Linien | Änderungen                                                   |
| ---------------------------------------- | ------------------------ | ------ | ------------------------------------------------------------ |
| Regionalverkehr Nürnberger Umland (RVNU) | Vergabeverfahren geplant | RB 11  | Fürth – Cadolzburg                                           |
| Regionalverkehr Nürnberger Umland (RVNU) | Vergabeverfahren geplant | RB 12  | Nürnberg – Markt Erlbach                                     |
| Regionalverkehr Nürnberger Umland (RVNU) | Vergabeverfahren geplant | RB 21  | Nürnberg Nordost – Gräfenberg                                |
| Regionalverkehr Nürnberger Umland (RVNU) | Vergabeverfahren geplant | RB 30  | Nürnberg – Neuhaus                                           |
| Regionalverkehr Nürnberger Umland (RVNU) | Vergabeverfahren geplant | RB 31  | Nürnberg – Simmelsdorf-Hüttenbach                            |
| Regionalverkehr Nürnberger Umland (RVNU) | Vergabeverfahren geplant | RB 61  | Pleinfeld – Wassertrüdingen                                  |
| Regionalverkehr Nürnberger Umland (RVNU) | Vergabeverfahren geplant | RB 62  | Roth – Hilpoltstein                                          |
| Regionalverkehr Nürnberger Umland (RVNU) | Vergabeverfahren geplant | RB 81  | Neustadt (Aisch) – Steinach b. Rothenburg                    |
| Regionalverkehr Nürnberger Umland (RVNU) | Vergabeverfahren geplant | RB 82  | Steinach b. Rothenburg – Rothenburg o.d. Tauber              |
| Regionalverkehr Nürnberger Umland (RVNU) | Vergabeverfahren geplant | RB 91  | Wicklesgreuth – Windsbach                                    |
| Regionalverkehr Nürnberger Umland (RVNU) | Vergabeverfahren geplant | RB 92  | Dombühl – Wilburgstetten (in Abhängigkeit von Reaktivierung) |

### Dezember 2031
| Netz                        | EVU                      | Fahrzeugeinsatz | Linien   | Änderungen             |
| --------------------------- | ------------------------ | --------------- | -------- | ---------------------- |
| RE/Ex 36 München – Praha    | Vergabeverfahren geplant | offen           | RE/Ex 36 | München – Praha        |
| Regionalverkehr Lech-Allgäu | Vergabeverfahren geplant |                 | RB 13    | Augsburg – Ingolstadt  |
| Regionalverkehr Lech-Allgäu | Vergabeverfahren geplant |                 | RB 14    | Ingolstadt – Eichstätt |
| Regionalverkehr Lech-Allgäu | Vergabeverfahren geplant |                 | RB 67a   | Augsburg – Weilheim    |
| Regionalverkehr Lech-Allgäu | Vergabeverfahren geplant |                 | RB 67b   | Weilheim – Schongau    |

### Dezember 2032
| Netz                        | EVU                      | Linien   | Änderungen                          |
| --------------------------- | ------------------------ | -------- | ----------------------------------- |
| Neigetechnik Allgäu         | Vergabeverfahren geplant | RE 79    | Augsburg – Kempten                  |
| Regionalverkehr Lech-Allgäu | Vergabeverfahren geplant | RE 71/73 | Augsburg – Memmingen/Bad Wörishofen |
| Regionalverkehr Lech-Allgäu | Vergabeverfahren geplant | RB 73    | Kempten – Pfronten                  |
| Regionalverkehr Lech-Allgäu | Vergabeverfahren geplant | RB 78    | Günzburg – Mindelheim               |
| Regionalverkehr Lech-Allgäu | Vergabeverfahren geplant | RB 94    | Kempten – Hergatz                   |

### 2. Stammstrecke
Die Inbetriebnahme der 2. Stammstrecke erfolgt voraussichtlich im Dezember 2035.
| Netz                       | EVU                    | Linien             | Änderungen |
| -------------------------- | ---------------------- | ------------------ | --- |
| Linienstern Mühldorf 2025+ | Vergabeverfahren läuft | RB 32              | Verlängerung von Neufahrn nach Landshut                                                                         |
| Donau-Isar                 | DB Regio AG            | RE                 | München Hbf – Landshut Hbf – Plattling/Regensburg Hbf (Taktverstärker)                                          |
| 1. Münchner S-Bahn-Vertrag | DB Regio AG            | S1, S6             | Tausch Linienende Ost; jeweils Führung über 2. Stammstrecke                                                     |
| 1. Münchner S-Bahn-Vertrag | DB Regio AG            | S2, S3             | Tausch Linienende Ost                                                                                           |
| 1. Münchner S-Bahn-Vertrag | DB Regio AG            | S1, S3, S4, S6, S8 | Änderung auf 15-Min-Takt ganztägig; 10 Minuten-Takt in der HVZ entfällt                                         |
| 1. Münchner S-Bahn-Vertrag | DB Regio AG            | S18X               | Herrsching – 2. Stammstrecke – Leuchtenbergring (neue Express-Linie; ersetzt S8 Herrsching – Weßling in NVZ)    |
| 1. Münchner S-Bahn-Vertrag | DB Regio AG            | S21X               | Übernahme RB 33 als neue Express-Linie, Taktverdichtung und Führung über 2. Stammstrecke                        |
| 1. Münchner S-Bahn-Vertrag | DB Regio AG            | S23X               | (Augsburg –) Mering – 2. Stammstrecke – Flughafen München (neue Express-Linie; ersetzt S3 Mammendorf – Maisach) |
| 1. Münchner S-Bahn-Vertrag | DB Regio AG            | S24X               | Ersatz RB 74 als neue Express-Linie, Taktverdichtung und Führung über 2. Stammstrecke                           |

### Zeitlich noch nicht terminierte Änderungen
| Netz                                             | EVU                        | Linien | Änderungen                                                    | Erläuterung |
| ------------------------------------------------ | -------------------------- | ------ | ------------------------------------------------------------- | --- |
| Regionalverkehr Ostbayern – Los 1 Oberpfalz      | Die Länderbahn             | RB 20  | Regensburg – Burglengenfeld (Reaktivierung) (Betriebsstufe 2) | Ein Wechsel in die Betriebsstufe 2 erfolgt, sobald die geplanten neuen Haltepunkte zwischen Regensburg und Maxhütte-Haidhof in Betrieb gegangen sind (Regensburg-Walhallastraße, Regensburg-Wutzlhofen, Regenstauf-Diesenbach, Ponholz) und sich eine erhöhte Nachfrage abzeichnet, beziehungsweise sobald die Strecke Maxhütte-Haidhof – Burglengenfeld reaktiviert ist. |
| Romantische Schiene                              | Vergabeverfahren geplant   | RB 92  | Dombühl – Wilburgstetten (Reaktivierung)                      | voraussichtlich Dezember 2024 |
| Regionalverkehr Mainfranken – Los 2 Regio-S-Bahn | Vergabeverfahren gestartet | RS 1   | Marktbreit – Würzburg – Gemünden – Lohr Stadt                 | Betriebsstufe nach Reaktivierung der Strecke Lohr Bf – Lohr Stadt |
| Regionalverkehr Mainfranken – Los 2 Regio-S-Bahn | Vergabeverfahren gestartet | RB 53  | Gemünden – Jossa – Flieden                                    | Betriebsstufe nach Reaktivierung der Strecke Lohr Bf – Lohr Stadt |